# Personaggi di Beautiful

## Famiglie attualmente nel cast

### Forrester
- Eric Forrester

Presidente e co-fondatore della società Forrester.
È stato sposato dal 1959 al 1990 con Stephanie Douglas.
Nel corso della serie si è sposato anche con Brooke Logan (1991-1993), Sheila Carter (1993-1995) e Donna Logan (2008-2010).
Intrattiene relazioni anche con Lauren Fenmore e con Jacqueline Payne.
Dopo la morte di Stephanie ha una relazione con Taylor Hamilton Hayes.
In seguito, si sposa con Quinn Fuller. Attualmente, dopo la fine del matrimonio con Quinn, si è ricongiunto con Donna Logan Forrester.
Doppiato da Luca Biagini dal 2008.
- Stephanie Douglas Forrester

Stephanie è la matriarca della famiglia Forrester. 
Donna forte e combattiva, per lei la famiglia è la cosa più importante nella vita. È la co-fondatrice della società Forrester.
Si scontra per anni con Brooke Logan, con la quale si riconcilierà solo negli ultimi anni di vita.
Muore nel 2012 per un cancro ai polmoni, tra le braccia di Brooke, nel parco dello chalet a Big Bear.
È stata doppiata da Angiolina Quinterno e in seguito da Vittoria Febbi.
- Ridge Forrester

Per anni è stato considerato il primogenito di Eric e Stephanie. Dopodiché si scoperto figlio biologico di Massimo Marone. Ha avuto molte donne, ma le più importanti sono Caroline Spencer, Brooke Logan e Taylor Hayes. 
- Thorne Forrester

Interpretato da Clayton Norcross (1987-1989), da Jeff Trachta (1989-1996), da Winsor Harmon (1996-2016, 2022) e da Ingo Rademacher (2017-2019). Thorne è il figlio secondogenito, nato nel 1962. Ridge e Thorne si sono contesi l'amore di Caroline Spencer. Caroline sposa Thorne dopo aver lasciato sull'altare Ridge ed essere stata violentata da uno psicopatico. Thorne e Brooke infatti intercettano la lettera di scuse che Ridge ha scritto a Caroline che così crede che Ridge non la ami più. La coppia va a vivere a villa Forrester dove convivono anche Ridge e Brooke. Una notte Caroline si ubriaca e finisce a letto con Ridge scambiandolo per Thorne. Furioso per la cosa, Thorne si ubriaca e spara alla nuca di Ridge. Stephanie assiste all'accaduto e copre Thorne, dicendo alla polizia che è stata Lei a sparare al figlio per errore. Ovviamente il matrimonio tra Thorne e Caroline naufraga in un divorzio. Per riprendersi, Thorne va in crociera, dove conosce Macy Alexander; i due si sposano. Thorne e Macy divorziano una prima volta quando Thorne incontra Karen, gemella ritrovata di Caroline. Questa storia dura poco perché Karen preferisce Ridge a Thorne. Thorne torna da Macy, ma nella loro vita entrano Ivana ed Anthony. I due sono innamorati di Thorne e Macy e si mettono d'accordo per dividerli. Quando però Ivana scopre che Anthony è un maniaco e tenta di avvertire Macy, lui la uccide. Thorne e Macy si riavvicinano e tentano di risposarsi una seconda volta, ma la cerimonia viene interrotta dalla polizia che vuole arrestare Thorne per l'omicidio di Ivana. Alla fine i due riescono a sposarsi, ma il loro matrimonio naufraga nuovamente. Dopo la morte di Macy, Thorne sposa Darla, incinta di lui. Nasce Alexandria, ma Darla muore poco dopo in un incidente causato da Taylor ubriaca. Thorne sta per sposare Taylor, ma la piccola Aly sente una conversazione in cui scopre che Taylor ha ucciso sua madre e boicotta il matrimonio. Pertanto Thorne parte con la bambina per Parigi. Una volta tornato, dopo la morte della figlia, inizia a interessarsi a Katie Logan, la quale ha appena finito una storia d'amore con Wyatt Spencer. Lei è mamma di Will. Thorne inizia a corteggiarla e alla fine si mettono insieme. Thorne inizia però a mettere Katie contro Bill Spencer, facendo credere a Katie che Bill non è un buon padre per Will. Così i due iniziano a minacciare Bill di toglierli la custodia di Will. Thorne ha l'intenzione di prendere la custodia del bambino al posto di Bill, così da formare una famiglia completa con Katie. A schierarsi con Thorne e Katie ci sono anche Quinn e Ridge, mentre dalla parte di Bill c'è Brooke, la quale tenta di far ragionare Katie ma inutilmente. Mentre aspettano di ottenere ufficialmente la completa custodia di Will, Thorne e Katie decidono di sposarsi. Poco dopo sposati, però, Thorne lascia Katie decidendo di tornare a Parigi. 
- Angela Forrester

Angela Forrester era la figlia terzogenita, nata nel 1963, di Stephanie Douglas ed Eric Forrester, sorella minore di Ridge e Thorne e maggiore di Kristen e Felicia.
Angela nasce da Eric e Stephanie quando lui si trova in Europa per lavoro. I medici dicono a Stephanie che Angela è affetta da microcefalia congenita e che non è in grado di camminare, né di vivere in modo autosufficiente; inoltre la sua speranza di vita è minima, quindi dice ad Eric che Angela è morta. Stephanie decide di prendere una casa dove Angela possa stare, assistita da personale specializzato, tra cui il dottor Todd Powell. Ma un giorno, quando si trova all'aperto, Angela, che ha 12 anni, cade dalla sedia a rotelle, a causa di una distrazione del dottor Todd, e muore. Per continuare a estorcere denaro a Stephanie, Todd decide di assumere, per qualche ora alla settimana, una ragazza simile ad Angela, una tale Denveny Dixon, che si presti alla recita quando Stephanie andrà a trovarla, e così accade per ancora molto tempo. A un certo punto, con grande gioia di Stephanie, Angela inizia a parlare e a fare progressi, tanto che Stephanie la fa trasferire a casa sua con Eric e gli altri figli. Ma la situazione precipita: Todd, temendo di non avere più denaro da Stephanie, minaccia Deveney e la verità viene a galla, e Stephanie ed Eric vorrebbero far arrestare Denveny e Todd per truffa aggravata; ma Denveny, prima di essere scoperta, era venuta a conoscenza che Thorne aveva sparato a Ridge minacciando i Forrester di rivelare tutto alla polizia; Stephanie, per comprare il suo silenzio e quello di Todd, rinuncia a denunciarli, pagandoli per scomparire da Los Angeles; durante un viaggio in auto fatto insieme a Todd, diretti a San Francisco, Denveny però dice a Todd che ha intenzione di continuare a ricattare i Forrester per estorcere loro molto altro denaro; Todd, pentitosi per il male fatto a Stephanie, decide di fermare il piano di Denveny e fa finire la sua auto in una scarpata; dopo la caduta l'auto prende fuoco; la polizia ritrova due cadaveri carbonizzati: uno è quello del dottor Todd Powell, l'altro è irriconoscibile ma viene ritenuto che sia quello di Denveny Dixon. Denveny invece si è salvata; rimasta sfigurata, decide di ricattare Stephanie minacciando di rivelare alla polizia che Thorne ha sparato a Ridge; in cambio vuole altro denaro per potersi fare una plastica facciale. Stephanie cede al ricatto e dà nuovamente del denaro a Denveny, la quale comunque rivela a Thorne ciò che aveva fatto a Ridge, rivelandogli anche il perché lo avesse fatto, facendolo ubriacare e drogandolo con dei sonniferi, lasciandolo poi tornare a casa stordito; dopodiché Denveny ha un ultimo duro confronto con Stephanie, che poi corre disperata da Thorne, temendo che compia di nuovo un gesto inconsulto; in seguito a ciò, Deveney lascia Los Angeles e di lei non si hanno più notizie.
- Kristen Forrester Dominguez

Interpretata da Teri Ann Linn (1987-1990, 1992-1993, 1994) e da Tracy Lindsey Melchior (2001-2004, 2006, 2008, 2012, 2013, 2017). Nata nel 1965, è la figlia quartogenita di Stephanie e di Eric, sorella minore di Ridge, Thorne, Angela e maggiore di Felicia. Kristen è una giovane ragazza che, come la sorella minore Felicia, non ha mai avuto un buon rapporto con la madre Stephanie, a causa del forte legame che ha con il padre Eric. Accetta la corte di Clarke Garrison, spinto da Stephanie a corteggiarla, e lo sposa dopo un veloce fidanzamento il 29 giugno 1988 a Las Vegas. Tuttavia, il matrimonio con Clarke non è felice e nel 1990 i due divorziano. Kristen si trasferisce quindi a New York, dopo aver incontrato una sua vecchia fiamma del college, il fotografo Mick Savage. Kristen tornerà come personaggio ricorrente tra il 1992 e il 1993, quando si riconcilierà con Clarke, e con il quale ben presto ritornerà a vivere a New York. Kristen ritornerà a Los Angeles solo come ospite nel 1994 per il matrimonio del fratello Ridge con Brooke Logan. Il personaggio torna stabilmente in città nel 2001, dove sposa lo stilista Tony Dominguez, affetto da HIV. Durante il loro viaggio di nozze in Sudafrica incontrano un bambino orfano, Zende, che i due decidono di adottare. 
Kristen esce quindi di nuovo di scena nel 2004, ma tornerà nel 2006 per qualche puntata quando la sorella Felicia rischia di morire di cancro; nel 2008 quando suo padre Eric sposa Donna Logan; e, assieme a Tony, nel 2012, alla festa d'addio che sua madre organizza per celebrare la sua vita.
In seguito, torna in città per celebrare il Natale in casa Forrester nel 2012 e nel 2013.
Nel 2017 con Tony torna a Los Angeles per il matrimonio di suo figlio Zende con Nicole Avant.
- Felicia Forrester

Interpretata da Colleen Dion (1990-1992, 1997, 2004) e da Lesli Kay (2005-2014, 2016). Felicia è una ribelle ventiduenne, che entra in scena nella soap nel 1990, dopo aver terminato gli studi in Europa. Non ha mai tollerato le eccessive attenzioni di Stephanie, con cui ha sempre avuto un rapporto conflittuale, nei confronti dei figli maschi, molto in particolare con Ridge. Inizialmente, si era innamorata di Jake MacLaine, vittima di violenze sessuali, da bambino, da parte di colui che egli credeva suo padre, invece era lo zio, fratello gemello del padre. La relazione con Jake finisce quando lui si innamora di Macy. Successivamente, Felicia si innamora di Zack Hamilton, fratello di Taylor, e questa è stata la storia più importante della sua giovinezza. Zack, sotto minaccia, doveva uccidere suo padre, reo di non aver pagato alcuni debiti di gioco, ma quando i cattivi si rendono conto della sua incapacità, iniziano a prendere di mira Felicia. Una volta risolta la situazione, i due decidono di partire insieme per l'Europa e dunque Felicia esce di scena. Tornerà come personaggio ricorrente nel 1997 in occasione dell'arresto di suo fratello Ridge e poi per il secondo matrimonio dei genitori. Ritornerà stabilmente in città nel 2004, quando rischia di morire di cancro, ed in questa situazione si riconcilia con sua madre. Una volta guarita, ha un figlio, Dino, con un italiano. Nel 2009 decide di trasferirsi definitivamente a Parigi per dirigere la Forrester International. Tornerà in seguito solo come ospite in occasioni di particolare rilievo.
- Rick Forrester

Interpretato da Jacob Young dal 1997 al 1999 e dal 2011 al 2018, in precedenza il personaggio è stato interpretato da Justin Torkildsen (1999-2007) e Kyle Lowder (2007-2011). Nato nel 1990 come figlio di Brooke Logan e Eric Forrester. 
Eric Forrester jr. è figlio di Eric e Brooke. Rick è noto per la sua estrema gelosia nei confronti di Ridge Forrester, della relazione di Ridge con Eric e della sua apparente posizione di erede alla Forrester Creations. È noto per aver manipolato le persone vicine alla sua vita e per aver sedotto le figlie di Ridge, Phoebe e Steffy Forrester, per poi sedurre la loro madre ed ex moglie di Ridge, la dottoressa Taylor Hayes, in un contorto piano di vendetta contro Ridge. Ancora ragazzino mette incinta la sua baby-sitter, Amber Moore. Il bambino, però, nasce morto e Amber ruba il bambino di sua cugina Becky. Quando poi si scopre la realtà Rick lascia Amber. In seguito sposerà prima Caroline jr. e poi Maya Avant, che scoprirà essere trans. I due comunque avranno una bambina, Lizzie, grazie alla sorella di lei che fa da madre surrogata.
Il ruolo è stato introdotto dall'attore bambino Jeremy Snider, che è rimasto nel ruolo dal 1991 al 1995. Il personaggio è diventato un adolescente ed interpretato da Steve Hartman, che ha interpretato il ruolo in modo ricorrente dal dicembre 1995 al dicembre 1997. Il 31 dicembre 1997, Jacob Young ha assunto il ruolo, rimanendo nel cast fino all'autunno del 1999, quando l'attore decide di lasciare la serie. Per la sua interpretazione di Rick, nel 1999 ha ricevuto una nomination ai Daytime Emmy come miglior attore giovane in una serie drammatica. Dopo la partenza di Young, il ruolo è stato affidato all'allora sconosciuto attore Justin Torkildsen, che ha interpretato dall'autunno 1999 al novembre 2006. Nel dicembre 2006 è stato annunciato che l'ex star della serie Daytime della NBC Days of Our Lives, l'attore Kyle Lowder, noto per la sua interpretazione di Brady Black, si sarebbe unito al cast nel gennaio 2007. Lowder è rimasto nella serie fino al gennaio 2011, quando è stato annunciato che Lowder e il produttore esecutivo Bradley Bell hanno deciso di comune accordo di cancellare il personaggio a causa della mancanza di trama e di direzione creativa. Nel settembre 2011 è stato annunciato che Young avrebbe ripreso il ruolo di Rick dopo dodici anni. Young è tornato in scena per la prima volta il 26 settembre 2011. Dopo la partenza di Ronn Moss, è stato annunciato che Rick sarebbe diventato il nuovo punto focale della serie, diventando il cosiddetto "nuovo Ridge". Nell'aprile 2018, Young ha annunciato di essere stato retrocesso a ruolo ricorrente, cosa che ha definito una "benedizione". La sua ultima apparizione risale al 29 maggio 2018, mentre in Italia la sua ultima apparizione è andata in onda nel 2019.
- Bridget Forrester

Interpretato da Agnes Bruckner (1997-2000), Jennifer Finnigan (2000-2004), Emily Harrison (2004) e Ashley Jones (2004-2013, 2015-2016, 2018, 2020-2023). Bridget è figlia di Eric Forrester e Brooke Logan. Ha un fratello maggiore, Rick, quattro fratellastri da parte di padre (Ridge (adottivo), Thorne, Felicia, Kristen e Angela (deceduta)) e tre fratellastri da parte di madre (Hope, R.J. e Jack).
Il personaggio è stato interpretato da diverse attrici bambine, tra cui Landry Allbright. Agnes Bruckner ha interpretato Bridget dal 1997 al 2000. Dopo due brevi esperienze per Jennifer Finnigan e Emily Harrison, nel 2004 la candidata a due Daytime Emmy Ashley Jones (Megan Dennison, The Young and the Restless) ha assunto il ruolo di Bridget Forrester. Nel 2008 l'attrice ha parlato del suo primo giorno sul set, rivelando: "Ero così intimidita perché stavo lavorando con Katherine Kelly Lang, e avevo tutte queste scene di pianto", e ricordando anche di essersi sentita in ansia per aver sostituito la Finnigan. Nel giugno 2009, la Jones ha festeggiato il traguardo dei 600 episodi nella serie. Inizialmente, aveva previsto di rimanere nel ruolo solo per due anni, ma ha dichiarato: "Non vedevo alcun motivo per andarmene e non volevo che nessun altro interpretasse Bridget". La Jones ha scelto di non rinnovare il proprio contratto nel dicembre 2010 per dedicarsi ad altri progetti. Dopo l'ultima apparizione, all'inizio del 2012, la Jones è tornata a registrare quattro episodi nel maggio 2013. L'attrice ha fatto notare che "non voleva tornare per un matrimonio funebre" perché "questo è un personaggio troppo forte per tornare e rimanere sullo sfondo. Non è divertente". Parlando di un possibile ritorno in futuro, ha detto: "È un personaggio divertente a cui il pubblico risponde davvero, quindi sono aperta a qualsiasi cosa possano avere in mente per lei." Nel luglio 2015 è stato confermato che la Jones sarebbe tornata in The Bold and the Beautiful per un breve arco dal 7 al 12 agosto. Nel febbraio 2016 è stato annunciato che la Jones, che appare anche in General Hospital, sarebbe tornata brevemente nel ruolo di Bridget dal 16 al 19 febbraio. Nell'agosto 2018 è stato annunciato che la Jones avrebbe ripreso il ruolo, tornando a girare il 20, 21, 22 agosto, 25 settembre e 25 dicembre. Nel marzo 2020 ha ripreso il ruolo per un'ospitata di tre giorni dal 26 al 30 marzo dello stesso anno. Il 2 novembre dello stesso anno ha ripreso il ruolo; torna nuovamente dal 31 marzo al 29 giugno 2022. Il 3 novembre 2023 è stato annunciato che la Jones avrebbe ripreso il ruolo dal 6 al 22 dicembre.
Bridget è la seconda figlia del magnate della moda Eric Forrester e di Brooke Logan. Il giorno in cui Ridge doveva sposare Taylor, Brooke viene a scoprire la propria gravidanza. Essendo andata a letto sia con Ridge che con Eric, non era sicura chi tra i due fosse il vero padre. Dopo aver, inutilmente, tentato di convincere Ridge a tornare con lei, Brooke entra in travaglio e, con l'aiuto di Ridge e Taylor, partorisce allo chalet di Big Bear. A seguito di una manomissione di Sheila Carter nei documenti del test di paternità, risulta che il padre sia proprio Ridge. Proprio come il fratello Rick ha vissuto un'infanzia difficile: ad esempio, rimase coinvolta in una sparatoria in un parco. Nel 1996 si viene a scoprire la verità sul suo vero padre, che risulta essere Eric. 
Nel 1997 lei e Rick diventano adolescenti, e Bridget non gradisce la relazione tra sua madre e Grant, rifiutandolo come patrigno. Successivamente scappa di casa dopo che Ridge le rivela che avrebbe lasciato Brooke per tornare con Taylor; inizia poi una breve relazione con CJ, che si era innamorato di Becky Moore, cugina di Amber Moore, allora fidanzata del fratello. Dopo brevi storie di secondo piano, il personaggio esce di scena.
Bridget torna, da adulta, a Los Angeles nel 2001, conoscendo e venendo sedotta da Deacon Sharpe, con il quale condivide un momento di intimità. Nonostante tutta la famiglia sia contraria alla relazione, i due fuggono a Las Vegas, dove coronano il loro amore, arrivando a sposarsi. Nel frattempo Brooke, essendosi lasciata con Ridge ed essendo stata rifiutata da Thorne, cade in depressione e Deacon si offre di aiutarla. Dopo una conversazione, i due finiscono a letto insieme, dando via ad una relazione clandestina alle spalle di Bridget. Qualche tempo dopo, Brooke scopre di essere incinta e, mentre Deacon vorrebbe uscire allo scoperto, afferma di doverlo nascondere per il bene della figlia, ma ad una sfilata della Forrester, Stephanie, dinnanzi alle telecamere, mostra la gravidanza di Brooke, chiedendosi chi fosse il padre. Arriva Whip Jones, che si finge il nuovo amante di Brooke, e i due decidono di sposarsi, ma ciò non basta, perché Stephanie origlia una conversazione tra i due e, sentendo che il bambino che la donna porta in grembo è di Deacon, decide di rivelare tutto a Bridget che, sconvolta, ripudia la madre e l'ormai ex marito. Nonostante ciò, assieme a Stephanie, aiuta la madre a partorire la bambina, che prenderà il nome di Hope. 
A seguito di questi eventi, dopo brevi relazioni con CJ e Mark MacClaine, Bridget si fidanza con Oscar Marone, decidendo di trasferirsi a Copenaghen per finire gli studi di medicina, uscendo così di scena per qualche tempo. 
Torna a Los Angeles nel 2004, conoscendo Nick Marone, cugino di Oscar, e i due si innamorano. I due, su supporto di Brooke, decidono di sposarsi e tutto sembra procedere per il meglio, fino a quando torna Taylor, creduta morta, rendendo il matrimonio tra Ridge e Brooke non valido, così Nick comincia a rivalutare i suoi sentimenti per Brooke. Dopo aver cercato di sposarsi per alcune volte, Bridget capisce che il suo futuro non sia con Nick e i due decidono di lasciarsi, così che il capitano possa tornare con Brooke, fino a che Bridget non scopre di essere incinta del Marone, essendo così obbligata a tornare con lui. Bridget dà alla luce la piccola Nicole, che però nasce morta, sancendo così la fine del matrimonio con Nick. In seguito conosce Dante Damiano, che rivela di essere il padre biologico del piccolo Dominick, nato da Felicia Forrester. Dopo che quest'ultima muore per colpa di un cancro (o almeno, così sembra), Dante e Bridget decidono di crescere il bambino come se fosse il loro figlio, ma la loro felicità non dura, in quanto Felicia è stata tenuta in vita da Stephanie, e decide di riprendersi il bambino. Dopo aver avuto un aborto spontaneo, Bridget torna nuovamente single, in quanto Dante decide di lasciare Los Angeles per far ritorno in Italia. 
Dopo che Nick ha sposato e divorziato da Taylor, Bridget lo riconquista e lo aiuta a crescere il figlio (e suo fratello biologico) Jack Hamilton Marone. Bridget si avvale dell'aiuto della zia Katie per convincere Nick che lei è quella giusta per lui, ma questa tattica le si ritorce contro, in quanto Nick e Katie sviluppano dei sentimenti. Dopo essersi ripresa da un colpo di pistola, Katie finisce a letto con Nick, restando incinta. Essendo all'oscuro di tutto, Nick sposa Bridget, ma quando scopre della gravidanza di Katie, decide di troncare la relazione, ma nel mentre Katie decide di abortire. Jackie, madre di Nick, continua ad esortare Nick nel riconquistare il cuore di Bridget, e i due decidono di sposarsi ancora una volta, per poi partire in luna di miele alle Hawaii. I due tentano poi di avere un figlio con l'aiuto di Agnes Jones, che si offre come madre surrogata ma, a seguito di una caduta dalle scale, lei decide di abortire. Affranta, Bridget fa sesso con Owen, il giovane marito di Jackie, restando incinta. Decide di divorziare da Nick e dà alla luce il piccolo Logan Knight. Successivamente il personaggio passa in re-curring, apparendo poche volte, affermando di aver iniziato una relazione con Owen e di essere stata licenziata dalla Jackie M per volere di Nick. Nel 2012 Owen decide di lasciare Bridget e tornare con Jackie, che decide di chiudere la propria azienda, e assieme a Owen, Nick e al piccolo Logan, lasciano Los Angeles, trasferendosi a New York. Nel 2013 Bridget torna a Los Angeles, affermando di essersi anche lei trasferita a New York e di star aiutando Jackie e Owen a crescere Logan, oltre che a lavorare nell'ospedale locale. 
Torna brevemente nel corso degli anni, tra il 2015 e il 2016, nuovamente nel 2020 e di nuovo dal 2022 al 2023. 
- Thomas Forrester

Primogenito di Ridge e Taylor. 
- Steffy Forrester Sharpe

Interpretata da Jacqueline MacInnes Wood dal 2008 al 2013 e nuovamente dal 2015. Il personaggio è stato interpretato da svariate attrici che si sono alternate nel corso degli anni, ma la prima a interpretare il personaggio su base fissa è stata Alex Hoover dal 2005 al 2006. Stephanie Forrester II è la figlia di Ridge Forrester e Taylor Hayes, sorella gemella di Phoebe, nata alcuni minuti dopo Steffy. La madre delle gemelle, Taylor, soffre di tubercolosi durante la gravidanza, ma riesce a sopravvivere al parto. Nel 2001 Ridge e Taylor portano le gemelle e il loro fratello maggiore, Thomas, a Saint Thomas, U.S.A. Virgin Islands, dove rinnovano la promessa di matrimonio fatta anni prima. Più tardi, la famiglia fa un giro in barca e Steffy, che ha soltanto due anni, cade in acqua, durante una tempesta, e tutti la credono morta, divorata dagli squali. In realtà, Steffy ricompare alcune settimane dopo a casa di Morgan DeWitt. Morgan, una vecchia fiamma di Ridge, che voleva disperatamente avere un bambino da lui, l'ha rapita e la tiene prigioniera. Taylor incomincia a nutrire dei sospetti nei confronti di Morgan e rimane scioccata quando scopre che Steffy si trova a casa sua. Quando Taylor sta per riportare la figlia a casa, viene sorpresa da Morgan, che le impedisce di fuggire e tiene prigioniere entrambe, madre e figlia. Sarà Ridge alla fine a salvare la moglie e la figlia, facendo irruzione nella casa di Morgan con la sua auto, proprio quando Morgan era sul punto di sparare a Taylor. A conclusione della storia, Morgan viene rinchiusa in carcere.
Durante l'adolescenza, Steffy era la più pratica, logica e meno emotiva delle gemelle. Tendeva a pensare a lungo piuttosto che agire d'impulso, sull'onda delle emozioni. Con il tempo, tuttavia, Steffy diventerà una ragazza molto ribelle, caparbia, indipendente e sicura di sé, dimostrandosi capace di tener testa a persone come Bill Spencer e Brooke Logan.
Il personaggio esce temporaneamente di scena nel 2019 trasferendosi a Parigi per cambiare vita dopo aver scoperto che Liam Spencer ama ancora Hope Logan e lei si rende conto che non vuole più ostacolare la loro relazione pur avendo una figlia, Kelly, avuta da lui. Nel 2020, dopo un incidente in moto, Steffy viene ricoverata in ospedale dove incontra e si innamora del dottor John Finnegan. Dopo aver scoperto di aspettare un figlio insieme, John fa la proposta di matrimonio a Steffy. Poco tempo dopo nasce Hayes e Steffy e John si sposano.
- Phoebe Forrester

Il ruolo è stato interpretato da svariate attrici nel corso degli anni: la prima attrice ad interpretare il personaggio su base contrattuale fissa fu Addison Hoover tra il 2005 e il 2006, e dall'11 luglio 2006, fino alla morte del suo personaggio, Phoebe è stata interpretata da MacKenzie Mauzy. Dopo essere stata interpretata da una serie di attrici bambine, da gennaio 2002 fino all'agosto 2003 Phoebe è stata ritratta da Brynne McNabb, seguita da Chandler Mella da gennaio a marzo 2004, e da Keaton Tyndall da aprile a dicembre 2004. Addison Hoover ha interpretato il ruolo da aprile a settembre 2005. Phoebe ha subito un invecchiamento veloce in vari periodi della sua vita; prima nel gennaio 2002, quando aveva 6 anni, pre-adolescente nel 2004 e nel 2006 quando aveva quasi 18 anni. La Mauzy si trasferì a Los Angeles per partecipare a Beautiful. A maggio 2008, Steffy, che era fuori dal serial da dicembre 2006, è stata ri-scritturata insieme a Jacqueline MacInnes Wood; il personaggio è stato riscritto come gemello eterozigote. Il 3 luglio 2008, è stato annunciato che Mauzy aveva ora un contratto da intermittente dello spettacolo, poiché l'attrice era stata scritturata nella produzione di Broadway di A Tale of Two Cities.
Phoebe e la sua gemella Steffy nascono il 21 settembre 1999. Quando il padre, Ridge, abbandona il tetto coniugale, Phoebe è convinta che ciò che divide i suoi genitori sia il rapporto che si è instaurato tra suo fratello maggiore Thomas e l'immigrata clandestina Gaby Moreno, e ne informa Taylor, sapendo che questo avrebbe spinto la madre a denunciare Gaby alle autorità, con conseguente espulsione della ragazza dal paese. Questo però non favorisce un riavvicinamento tra Ridge e Taylor, che poi divorziano qualche tempo dopo, quando Ridge scopre i tradimenti di Taylor con James ed Hector. In seguito, Phoebe ha avuto una storia d'amore con Rick Forrester (Kyle Lowder), il suo zio legale, anche se i due non hanno legami di sangue. Prima di Rick, Phoebe ha avuto una breve attrazione per Shane McGrath. Mauzy ha osservato che inizialmente gli sceneggiatori avevano ritratto Phoebe "così spaventata da lui, ma ora lei è tornata sui suoi passi e si sta innamorando di lui", un cambiamento che lei chiamava "divertente" e "una sfida da capire" come attrice.
Il personaggio di Phoebe muore in un incidente stradale. Phoebe ha scoperto della relazione tra sua madre Taylor e Rick e ne è rimasta sconvolta. Tornata per l'imminente matrimonio tra Ridge e Brooke, ha modo di salutare tutta la sua famiglia: sua madre Taylor e sua sorella Steffy, i nonni Eric e Stephanie e suo padre Ridge; e infine Rick, verso il quale Phoebe serba ancora rancore e che rivede proprio mentre lui sta cercando di sedurre una modella. Phoebe rinfaccia a Rick di essere stato con sua madre e di averci provato anche con sua sorella Steffy, il tutto perché il suo obiettivo era far soffrire Ridge. I due salgono in macchina per recarsi al matrimonio ma mentre Rick si allaccia la cintura, Phoebe non lo fa. Phoebe continua a litigare con Rick, distraendolo, nonostante lui sia alla guida. Phoebe vuole quindi che Rick fermi la macchina ed è a quel punto che l'auto sbanda e che Phoebe rimane ferita (l'auto è una cabrio). L'ultima immagine della ragazza vede lei, tra le braccia di suo padre Ridge, mentre canta la canzone che gli aveva scritto in vista del suo matrimonio con Brooke.
- R.J. Forrester

Interpretato da Joshua Michael Hoffman. Ridge Junior Forrester è il figlio di Brooke e Ridge. Nasce a metà degli anni 2000, durante un periodo nel quale Brooke stava con Nick, ma lo aveva tradito con Ridge, generando confusione su chi potesse essere il padre del bambino. Infatti, al momento del parto di Brooke, Ridge è con lei, mentre Nick litiga disperatamente e furiosamente con sua madre Jackie, confessandole che molto probabilmente R.J. non è suo figlio.
Ricompare due-tre anni dopo da bambino insieme a Hope, quando vi è una causa in tribunale per decidere se, per alcune sue distrazioni nel suo ruolo di madre, Brooke potesse essere ancora una madre affidabile. Soprattutto Stephanie si oppone fermamente che i bambini rimangano affidati alla madre perché ritiene che Brooke, avendo relazioni con un uomo diverso dopo l'altro, non sia il giusto esempio di buona madre.
Il personaggio di R.J. torna a Los Angeles dopo un lungo periodo al college ed è presente tra il 2016 e il 2018 circa. In questi mesi collabora nell'azienda di famiglia come stagista, aiuta suo padre Ridge a riunire la famiglia riconquistando e risposando Brooke che era sposata con Bill Spencer e intraprende una relazione con Coco Spectra.
I due stanno bene insieme, ma la loro felicità viene interrotta da un incidente d'auto in cui a guidare era Coco. Tuttavia i due ragazzi si salvano riportando solo qualche graffio.
Poi è ripartito per studiare.
- Darla Einstein Forrester

Interpretata da Schae Harrison (1989-2006, 2014, 2015). È stata dipendente della Spectra Fashions nonché fedele segretaria di Sally Spectra. Sposatasi con Thorne Forrester (primo marito della sua migliore amica Macy), il matrimonio è finito in tragedia quando Darla è deceduta, investita da Taylor Hamilton. Una notte del 2003, Thorne Forrester, completamente ubriaco, finisce a letto con Darla nonostante lui abbia già una relazione con Macy; questa, amica del cuore di Darla e figlia di Sally Spectra, non può avere figli e così, quando Darla scopre di essere rimasta incinta, su proposta di Thorne decide di non abortire ma di donare il bambino che aspettava proprio a lui e Macy. Quest'ultima però, venuta a saperlo, lascia Thorne per intraprendere una relazione con Deacon Sharpe, e qualche tempo dopo muore dopo essere stata schiacciata da un lampadario. Alla nascita della bambina di Darla e Thorne, i due decidono di darle il nome di Alexandria in onore di Macy. Darla e Thorne, dopo il lieto evento, capiscono di essere fatti l'uno per l'altra e decidono di sposarsi. Darla muore in un incidente stradale in cui è coinvolta anche Taylor Forrester. Il personaggio ritorna come apparizione alla figlia Aly, il 18, il 25 marzo e il 7 aprile 2014 e quasi tutto luglio 2015, fino alla morte di quest'ultima.
- Alexandria "Aly" Forrester

Figlia di Thorne e Darla. Viene chiamata così in memoria della defunta moglie del padre e migliore amica della madre, Macy.
Aly da bambina non accetta che il padre stia per sposare Taylor, che scopre essere l'assassina della madre, e distrugge il vestito da sposa della psichiatra. Questo porta alla rottura tra Thorne e Taylor. 
Dopodiché Thorne ed Aly partono per Parigi e la ragazza torna a Los Angeles ormai cresciuta.
Intraprende una relazione con Oliver ed ammira molto Hope. 
Muore dopo una lite con Steffy.
- Elizabeth "Lizzie" Forrester

Lizzie è la figlia di Rick Forrester e Nicole Avant, legalmente adottata da Maya Avant. Il nome è un omaggio alla nonna materna di Rick, Elizabeth Henderson Logan.
- Douglas Forrester

Douglas è il figlio di Thomas Forrester e Caroline Spencer Jr.. Il suo nome è in memoria della defunta bisnonna Stephanie Douglas. È interpretato dall'attore Henry Samiri.
- John Forrester

Fratello di Eric e padre di Jessica e Ivy.
- Margaret "Maggie" Forrester

Prima moglie di John e madre di Jessica.
- Claire Forrester

Seconda moglie di John e madre di Ivy.
- Jessica Forrester

Figlia di John e Maggie Forrester. Eric è suo zio.
- Ivy Forrester

Figlia minore di John Forrester e della sua seconda moglie, Claire Forrester. È la sorellastra di Jessica Forrester attraverso il primo matrimonio di John con Maggie Forrester. Eric Forrester (John McCook) è suo zio. Interpretata dall'attrice australiana Ashleigh Mary Brewer dal 2014 al 2018 tornerà nel 2024.
Arriva a Los Angeles dopo essere stata portata a lavorare per la nuova collezione di design di gioielli, Hope for the Future (HFTF) di Eric e Rick Forrester (Jacob Young) in sostituzione di Quinn Fuller (Rena Sofer).
Dopo la relazione fallita di Liam Spencer con Hope Logan, Ivy e Liam iniziarono una relazione, pur dovendo fare i conti con il breve ritorno dell'ex moglie di Liam, Steffy Forrester. L'attrice di Steffy, Jacqueline MacInnes Wood, ha osservato che "nella mente di Steffy, Ivy è solo una donna nuova in città e Liam è un gioco leale. Lui e Ivy non hanno una storia". Liam rompe con Ivy al funerale di sua cugina Alexandria Forrester perché il suo futuro è con Steffy. Ivy poi esce con il fratello di Liam, Wyatt Spencer. La relazione tra Ivy e Wyatt diventa più seria nonostante l'interferenza del fratello di Steffy, Thomas Forrester. Ivy accetta la proposta di matrimonio di Wyatt ma dice in privato a Liam che è ancora innamorata di lui, cosa che viene ascoltata dalla madre di Wyatt, Quinn che rivela al figlio che la sua fidanzata vuole Liam. Dopo averlo inizialmente negato, Ivy e Liam ammettono entrambi i sentimenti che nutrono l'una per l'altro.
È l'unica della famiglia presente al matrimonio tra Eric e Quinn.
Dopo essere stata messa in secondo piano, risulta essere tornata in Australia.
- Electra Forrester

Nipote di Ivy.

### Logan
- Helen Logan

Interpretata da Lesley Woods (1987-1988, 1989, 2001) e doppiata da Benita Martini. È la mamma di Stephen e la nonna di Storm, Brooke, Donna e Katie.
- Stephen Logan

Padre di Storm, Brooke, Donna e Katie. È stato assente per parecchi anni quando i figli erano piccoli.
- Beth Henderson Logan

Interpretata da Judith Baldwin (fino alla puntata 51 del 1 giugno 1987), da Nancy Burnett (1987-1988, 1989-1990, 1994, 1996-1998, 2001) e da Robin Riker (2008-2010); per sei episodi nel dicembre 1990, Nancy Burnett è stata temporaneamente sostituita da Marla Adams.
Elizabeth è la matriarca della famiglia Logan, nata l'8 giugno 1937. Ebbe in gioventù una relazione con Eric Forrester. Nell'autunno 1988, dopo essersi riconciliata con il marito Stephen, si trasferisce a Parigi, dove il marito, che al suo ritorno a Los Angeles ha trovato lavoro come dirigente presso la Spencer Publications, viene mandato per volontà di Stephanie Forrester. Dopo moltissimi anni tornerà in California, ma purtroppo già gravemente malata di Alzheimer. Muore affogando nella piscina di Villa Forrester dopo uno scontro con Stephanie.
- Storm Logan

Interpretato da Ethan Wayne (1987-1989, 1994, 1998, 2001, 2003), da Brian Patrick Clarke (1990-1991) e da William DeVry (2006-2008), il personaggio fu doppiato inizialmente da Roberto Del Giudice, in seguito da Simone Mori ed infine da Francesco Prando).
Stephen jr è il figlio maggiore di Stephen Logan e Beth Henderson, nato il 13 dicembre 1962. Dopo l'abbandono del padre si assume la responsabilità di capofamiglia divenendo molto protettivo con la madre Beth, le sue tre sorelle più piccole Brooke, Donna e Katie e la nonna paterna Helen, che dopo la partenza di Stephen, era rimasta a vivere con nuora e nipoti. Il suo soprannome, Storm, deriva dal carattere audace e irrequieto che caratterizza il personaggio, che sarà presente nei primi anni della soap venendo coinvolto in molte trame fino a che nel 1991 deciderà di trasferirsi a San Francisco insieme a Donna mentre Brooke rimane a Los Angeles e Beth, Katie ed Helen seguiranno Stephen andando a vivere a Parigi. Storm rimarrà a San Francisco per molti anni divenendo avvocato. Il personaggio torna in scena nel 2006 come avvocato difensore di Taylor Hamilton nel processo per la morte di Darla Einstein, riuscendo a farla assolvere.
In seguito dopo aver scoperto che Brooke è stata stuprata e che Stephanie è responsabile di quanto accaduto alla sorella, l'uomo sparerà alla matriarca dei Forrester, poco dopo una sfilata alla Forrester Creations; le tre sorelle, venute a sapere la verità, memori di quanto il fratello abbia fatto per loro quando erano piccole, decidono di coprirlo ma poi Stephanie scopre la verità e minaccia Donna imponendogli di lasciare il marito altrimenti sarebbe andata alla polizia a denunciare il fratello. Dopo varie peripezie la verità viene a galla ma alla fine Storm non viene denunciato in quanto Stephanie vuole farsi perdonare da Brooke per averla spinta tra le braccia di uno stupratore. I Forrester però da allora guardano Storm con diffidenza e sospetto; l'uomo inizia una relazione con Ashley Abbott, una donna con cui Ridge aveva avuto una relazione in passato. Ridge mette in guardia la donna dal fatto che Storm è un uomo mentalmente instabile e pericoloso; Ashley tronca quindi la relazione ma Storm non demorde e va a casa sua per spiegare la verità sullo sparo a Stephanie; ma Katie vedendolo dalla finestra maneggiare una pistola irrompe nella casa intimando a Storm di consegnarle la pistola; l'uomo non fa in tempo a spiegare alla sorella la verità, che Katie inizia una colluttazione e parte un colpo che colpisce Katie al cuore. Ricoverata in ospedale Katie lotta tra la vita e la morte e Storm, disperato, si porta la pistola alla tempia e si suicida. Con una lettera Storm dispone di trapiantare il proprio cuore alla sorella e grazie a ciò Katie riuscirà a sopravvivere.
Si scoprirà, molti anni dopo la sua morte, che ha avuto una relazione con una ragazza di Las Vegas e che questa ha avuto una figlia da lui.
- Brooke Logan

Secondogenita di Stephen e Beth.
- Donna Logan Forrester

Interpretata da Carrie Mitchum (1987-1991, 1994, 1995, 1996, 2001) e da Jennifer Gareis (2006-2015, 2016, dal 2018). Donna è la terza figlia di Stephen Logan e Beth Henderson. Nata nel 1969, vive la sua infanzia a North Hollywood, nella San Fernando Valley, senza padre, visto che Stephen abbandona la sua famiglia quando essa ha circa 11 anni. Il personaggio è stato parte del cast fisso per i primi anni di trasmissione; in questo periodo è stata coinvolta in diverse trame. Poi il personaggio è stato fatto trasferire a San Francisco e fatto ritornare solo in occasioni speciali. Ritorna nel cast fisso nel 2006, stavolta interpretata da Jennifer Gareis, ed è qui che diventerà un vero personaggio chiave. Donna sostiene Nick Marone nella sua lotta contro Stephanie. Nick riesce a impossessarsi della Forrester Creations e Donna decide di lavorare per lui. Tuttavia, dopo alcuni mesi, la Logan riesce a convincere Nick a rivendere la società ad Eric, il quale dimostra tutta la sua gratitudine a Donna, sostenendola. I due si avvicinano sempre di più, fino a quando Eric decide di divorziare da Stephanie per sposare Donna. Il rapporto della nuova coppia si rivela tormentato a causa delle continue intromissioni di Stephanie, Thorne, Felicia e della sorella di Stephanie, Pamela, che tenta più volte di uccidere Donna, a causa di un problema a livello neurale a cui, in seguito, viene posto rimedio. Alla fine, Eric e Donna convolano a nozze. Pochi giorni dopo la cerimonia, giunge in città un certo Marcus Walton, in cerca della madre, che lo ha dato in adozione appena nato. Donna rivela a Marcus di essere lei sua madre e di averlo dato in adozione dal momento che, alla sua nascita, lei aveva appena diciassette anni. Il padre si rivela essere Justin Barber. Marcus comprende le ragioni della madre e decide di restare a Los Angeles e, nel corso dei mesi, Donna e Marcus riescono a creare un ottimo rapporto madre-figlio. Qualche mese più tardi, Donna instaura un forte rapporto con Owen Knight, la persona che ha aiutato Marcus a ritrovare la madre. Il rapporto fra i due si fa sempre più intimo. Ma la vita di Donna viene sconvolta dal coma del marito Eric. Durante questo periodo, Donna e Owen sono sempre più uniti e, dopo che Eric si risveglia dal coma, sorprende i due insieme. L'uomo chiede il divorzio da Donna: tuttavia, prima di rendere ufficiale la sua decisione, decide di testare la fedeltà della moglie. Dopo diverse vicissitudini, causate da Thorne e Felicia, che vogliono che il padre divorzi da Donna, Eric capisce che la moglie gli è rimasta fedele e i due proseguono la loro vita matrimoniale. Tuttavia, a causa della pessima immagine che la nuova consorte di Eric dà di sé, la situazione finanziaria della Forrester Creations comincia ad essere critica e tutta la famiglia si allontana da Eric: Felicia, Thorne e Ridge presentano le dimissioni, mentre lo stesso Eric licenzia l'ex-moglie Stephanie, favorendo il tracollo definitivo della società. Bill Spencer II, figlio di Bill Spencer I, deceduto per infarto, decide di comprare la Forrester Creations, ma offre a Donna la possibilità di salvare l'azienda: se Donna si concederà completamente a lui per una notte, la società resterà nelle mani di Eric. Donna, però, decide di restare fedele al marito e solo grazie all'intervento di Stephanie, stabilitasi alla Jackie M Designs, l'azienda rimane sotto il controllo di Eric. In seguito Donna sfila con l'abito di punta nella sfilata che dovrebbe segnare la ripresa della Forrester Creations: purtroppo per lei, Pamela le rovescia un secchio di miele sulla testa, sabotando la sfilata. Il matrimonio tra Eric e Donna non dura a causa dei sentimenti che l'uomo prova ancora per Stephanie. La fine del matrimonio di Donna avviene quando Eric, per l'ennesima volta, difende Stephanie, la quale viene accusata da Donna di essere la colpevole della morte di sua madre Beth. Eric, anche se prende le parti di Stephanie, dice a Donna che la ama e che vuole stare con lei, ma quest'ultima, dopo aver visto una foto di Eric e Stephanie che si baciano e sentendosi tradita dal marito, lo lascia e divorzia da lui perché sa che il cuore di Eric apparterrà per sempre a Stephanie. Come conclusione definitiva del loro matrimonio, Donna compra il 12,5% delle azioni della Forrester Creations, che successivamente vende a suo cognato Bill Spencer.
In seguito continua a lavorare come segretaria alla Forrester e, dopo la fine del matrimonio tra Quinn ed Eric, ritorna con quest'ultimo. 
- Katie Logan

Interpretata da Nancy Sloan (1987-1989, 1990, 1991, 1994, 1995-2000, 2001, 2003, 2004) e da Heather Tom (dal 2007), Katherine Logan è la quarta ed ultima figlia di Stephen Logan e Beth Henderson, nata il 29 maggio 1970. Ha un fratello maggiore, Storm, e due sorelle maggiori, Brooke e Donna. Il padre abbandona la famiglia quando lei ha circa 10 anni. Katie vive a North Hollywood, nella San Fernando Valley, assieme alla madre, i fratelli e la nonna paterna Helen. Presente nel corso delle prime vicende della soap, Katie si trasferisce poi a Parigi insieme ai genitori. Nel 1995 il personaggio, ora con status ricorrente, ritorna in America per stare accanto alla sorella Brooke ed ai nipoti Rick e Bridget. Nel 2000 Katie lascia nuovamente la città, ritornando solamente occasionalmente. Nell'agosto 2007 Katie Logan ritorna ancora una volta a vivere stabilmente a Los Angeles.
Al suo ritorno, la minore delle sorelle Logan viene coinvolta in una sparatoria, in occasione della quale suo fratello Storm le spara al cuore per errore. Quando non restano più speranze per Katie e i medici si preparano a staccare la spina che la tiene in vita, Storm Logan decide di sacrificarsi e si uccide, sparandosi un colpo alla testa con la pistola che ha ferito sua sorella. In questo modo il cuore di Storm può essere trapiantato nel petto di Katie e questo le salva la vita. Tuttavia, qualche tempo dopo, Bridget scopre che l'organismo di Katie sta rigettando il cuore di Storm. La donna sembra quindi senza speranza: durante questo periodo Katie insiste affinché sua nipote Bridget sposi nuovamente Nick. Il suo desiderio si avvera ma, qualche tempo più tardi, Katie e Nick si avvicinano notevolmente e i due finiscono per avere un rapporto fisico. Quando Katie sembra ormai deceduta, Bridget trova un modo per fermare il rigetto e, in questo modo, salva la vita alla zia. Katie è infinitamente grata a Bridget per averla salvata, tuttavia la donna scopre di essere rimasta incinta di Nick. Quando la notizia viene a galla Bridget, che si sente tradita dalla zia e dal marito, chiede il divorzio da Nick. L'uomo dà quindi inizio ad una relazione con Katie Logan, che sta aspettando suo figlio. Ma, a causa dell'instabilità del suo fisico, Katie perde il bambino che aspettava. Nick decide, tuttavia, di restare insieme a lei e i due arrivano quasi a sposarsi, ma Bridget e Jackie interrompono le nozze: a questo punto il rapporto fra Nick e Katie entra in crisi e, alla fine, la donna capisce che Nick non ha mai dimenticato Bridget. Decide così di farsi da parte e spinge Nick e Bridget a sposarsi per la terza volta.
In seguito Katie incontra Bill Spencer II, che sposa e da cui ha un figlio, Will. Dopo aver lasciato Bill, che la tradiva con Brooke, ha avuto relazioni con Ridge e Wyatt Spencer. 
Durante una battaglia legale con Bill per ottenere l'affidamento esclusivo di Will, sposa Thorne, ma il matrimonio dura pochissimo. 
A causa di un problema di salute, deve subire un trapianto di reni, ed il rene glielo dona la nipote ritrovata Flo.
- Florence "Flo" Logan

È la figlia illegittima di Storm Logan e di Shauna Fulton, è anche colei che si è resa complice del piano di Reese Buckingham nel vendere la figlia di sua cugina Hope a Steffy. Dopo aver donato il proprio rene a sua zia Katie, che rischiava di morire, la famiglia Logan comincerà a perdonarla. Wyatt tornerà frequentare e poi a fidanzarsi con lei. I due, infatti, erano adolescenti insieme a Las Vegas. Ma Sally Jr si finge malata e cerca di dividere i due ragazzi, con l'aiuto della dottoressa che l'aveva in cura. Il piano fallisce è la verità viene a galla e Wyatt chiude per sempre con Sally Jr e dichiara il suo amore per Flo.
- Hope Logan

Dal 2018 è interpretata da Annika Noelle e in precedenza da Kimberly Matula (2010-2014, 2015, 2016), da Colby e Grayson Button (2002-2003) e da Rachel e Amanda Pace (2004-2009).
Hope è la figlia di Brooke Logan e Deacon Sharpe, nata da una relazione extraconiugale avvenuta nel periodo in cui Deacon era il genero di Brooke, perché sposato con la figlia Bridget Forrester. La bambina ha sempre saputo l'identità del suo vero padre e, nonostante Brooke cercasse in tutti i modi di tenere la figlia lontana da lui, Hope non si è mai tirata indietro nel chiamare l'uomo "papà", anche se ha usato questo termine sia con Dominick Marone sia con Ridge Forrester, a seconda dei matrimoni della madre con entrambi. Deacon, tuttavia, rinuncia ai diritti di genitore e Ridge adotta la bambina, diventando ufficialmente suo padre adottivo. Hope entra subito a far parte della Forrester Creations, anche se i motivi della sua assunzione sono più che altro personali e non si basano sulle competenze della ragazza: infatti, sua zia Katie intende vendicarsi di Steffy Forrester, che ha una certa intimità con il marito Bill Spencer, promuovendo la campagna di Hope, "Hope for the future", a discapito di quella di Steffy. Questo porta a un conflitto fra le due sorellastre che entrano presto in competizione. Hope cerca di fare pace con Steffy, che nel frattempo assume il fotografo Graham Darros per la nuova linea di Hope. Dopo aver ascoltato Ridge e Brooke discutere sulla sua paternità e su come questo possa influire sul successo della nuova linea, Hope ritorna di corsa a casa di Graham che riesce a drogarla: così, Hope viene quasi violentata da questi che si rivela essere lo stupratore di Sandy Sommers, ma Nick e Sandy arrivano in tempo per salvarla e confrontarsi con Graham che scappa. Il tenente Baker e suo figlio, nel frattempo, informano Brooke e Ridge che Hope è stata drogata e alla fine Graham viene arrestato. Dopo diversi anni passati a Milano, ritorna in scena interpretata da Annika Noelle e dopo una breve amicizia, riallaccia una relazione sentimentale con Liam Spencer da cui avrà una figlia di nome Beth, inizialmente creduta morta a causa di un tranello messo in atto dal dottor Buckingham, padre di Zoe Buckingham, modella della Forrester Creations.

### Spencer
- Bill Spencer

Interpretato da Jim Storm (1987-1994, 1997, 2000, 2003, 2009) e doppiato da Vittorio Congia.
Ricco industriale e potente editore, padrone della Spencer Publications, Bill è il padre di Caroline, Karen e Bill Jr. Riesce a mandare a monte le prime nozze di Caroline con Ridge, ottenendo delle foto di quest'ultimo a letto con un'altra donna, la modella Alex Simpson. Pronto a tutto per ottenere i suoi scopi, sposa in seconde nozze Margo MacLaine Lynley ed ha relazioni con Donna e Darla. Stretto amico di Stephanie, con la quale complotta per anni, anche a discapito di Morgan, muore a seguito di una malattia. Con un testamento divide le sue proprietà fra la figlia Karen e il figlio Bill Jr., avuto con un'altra donna.
- Marion Bradley Spencer

Prima moglie di Bill e madre di Caroline e Karen. Nella soap viene solo menzionata poiché Marion morì nell'estate 1986, a causa di un male incurabile all'età di 46 anni. Venne sepolta a San Juan Capistrano, lo stesso luogo dove sua figlia Caroline e Ridge Forrester si sono sposati nel gennaio 1990.
- Caroline Spencer Forrester

Interpretata da Joanna Johnson (1987-1990, 1992, 2001) e doppiata da Cristiana Lionello. Caroline è figlia di Bill Spencer e Marion Bradley, sorellastra di Bill Jr. e gemella di Karen. Nasce ad Evasnton, in Illinois, il 12 aprile 1964 e viene subito divisa dalla sua gemella. Appena dopo essersi laureata in Letteratura Inglese alla Northwestern University, si trasferisce insieme alla famiglia a Los Angeles, dove conosce e si innamora di Ridge Forrester. Dopo un veloce fidanzamento i due decidono di sposarsi, ma suo padre Bill, fortemente contrario a questa unione, riesce a procurarsi una foto che ritrae Ridge a letto insieme alla giornalista di moda Alex Simpson due giorni prima delle nozze. Caroline, sconvolta, annulla dunque le nozze. Dopodiché Thorne Forrester si innamora di Caroline e dopo poco si sposano, ma una notte Caroline si ubriaca e finisce a letto con Ridge pensando fosse Thorne. Thorne quando lo scopre spara a Ridge. Quando Ridge guarisce, Caroline capisce di essere realmente innamorata di lui e quindi, dopo grandi peripezie, divorzia da Thorne. Ridge allora lascia Brooke e accetta la proposta di Caroline. Il matrimonio viene celebrato nel gennaio 1990, ma la felicità della coppia non dura che per qualche mese, poiché Caroline scopre di essere malata di leucemia fulminante e di avere poco tempo ancora da vivere. Dopo aver partecipato ad una festa a Villa Forrester, Caroline muore stretta in un abbraccio del suo amato Ridge nell'episodio del 18 luglio 1990. Tornerà come apparizione a Ridge per qualche episodio nel 1992 e poi nel 2001.
- Karen Spencer

Interpretata da Joanna Johnson (1991-1994, 2009, 2011, 2012-2014), è la sorellastra di Bill jr. e gemella di Caroline che fu rapita da neonata e ritenuta morta, ma che invece fu salvata e poi cresciuta in Texas sotto il nome di Faith Roberts da una cameriera, Bonnie. Fu rintracciata da Blake Hayes, che decise nel 1992 di portarla a Los Angeles affinché Ridge, rivedendo in lei la sua amata prima compagna Caroline, si innamori di lei, così da lasciare Taylor. Quando suo padre Bill acquisì il 50% della società Spectra, Karen divenne co-responsabile della casa di moda insieme a Sally. Ebbe relazioni con Thorne Forrester e Connor Davis. Nel giugno 1994 Karen lascia la Spectra, donando le sue azioni a Sally, e si trasferisce a New York City, dove prenderà il posto di direttore generale della divisione East Coast della Spencer Publications. Qui incontrerà Danielle, con la quale si sposerà ed avrà una bambina tramite inseminazione, a cui verrà dato il nome Caroline, in onore della zia defunta. Tornerà in città come ospite nel 2009 a seguito della morte del padre e poi nel 2011. Karen ritorna come personaggio ricorrente tra il 2012 e il 2014, quando la figlia Caroline viene assunta alla Forrester e si trasferisce di conseguenza in California.
- Bill Spencer Jr.

Interpretato dal 2009 da Don Diamont e doppiato da Fabio Boccanera. Bill è il terzo figlio di Bill Spencer Sr. ed è nato da una relazione extraconiugale di suo padre. Ha due sorelle gemelle maggiori da parte di padre, Caroline (deceduta) e Karen. Si trasferisce a Los Angeles per prendere le redini della Spencer Publications.
Bill jr. fin da subito risulta essere rivale dei Forrester, ma soprattutto di Ridge.
È noto per indossare una collana con ciondolo a forma di spada, che regala anche ai suoi figli.
Inoltre intraprende una serie di relazioni con le donne Logan e sposa prima Katie e poi Brooke. 
Ha una serie figli illegittimi che, una volta ritrovati, riconosce, Liam e Wyatt, ed ha un figlio da Katie, Will.
- Liam Sharpe

Interpretato da Scott Clifton dal 2010, è il figlio di Bill Spencer e di Kelly Hopkins ed è stato cresciuto solo da sua madre, mentre è stato riconosciuto dal padre come suo figlio legittimo ormai da adulto. Inoltre, Liam ha due fratellastri da parte del padre, Will Spencer e Wyatt Fuller. Attualmente, il giovane si è lasciato con Hope Logan, con la quale collabora alla sua linea di moda alla Forrester Creations, la Hope for the future, e ha una figlia da Steffy Forrester, Kelly, oltre a Beth, avuta da Hope.
Dopo aver preso il diploma al college, Liam decide di recarsi a Los Angeles in seguito alla morte di sua madre Kelly per trovare il suo vero padre, che sospetta che sia il celebre stilista Eric Forrester, probabilmente incontrato da Kelly quando era una modella: dunque, il giovane si fa assumere presso l'azienda editoriale Spencer Publications con l'identità di Liam Cooper (cognome del suo patrigno) come tecnico informatico e va alla Forrester Creations chiamato da Steffy Forrester, figlia di Ridge, per alcuni problemi con il suo computer. Qui Liam registra casualmente una conversazione telefonica tra Steffy e Ridge, che discutono del fatto che la moglie del Forrester, Brooke Logan, ha fatto sesso per errore con Oliver Jones, il fidanzato di sua figlia Hope Logan. Mentre sta per cancellare la conversazione, Liam viene fermato da Justin Barber, braccio destro di Bill Spencer Jr. al vertice della Spencer, il quale ha in mente di creare uno scandalo per danneggiare la Forrester Creations: così, l'uomo accede al computer di Steffy e inserisce la conversazione registrata da Liam nel video tributo che la giovane ha realizzato per omaggiare Brooke. Quando la notizia si diffonde, Liam, che si sente in colpa, viene assunto da Steffy per trovare chi ha manomesso il suo tributo, ma alla fine il giovane viene scoperto e rimproverato da Ridge e da sua madre Stephanie Douglas che arriva addirittura a schiaffeggiarlo più volte pur di difendere la nipote Steffy, nel corso di una discussione, Liam rivela a Ridge che c'è possibilità che lui sia suo padre. Ridge rimane scioccato dalla rivelazione del ragazzo, ma in un secondo momento si rende conto che non è possibile che Liam sia suo figlio perché lui non ha mai avuto una relazione con Kelly Hopkins. A questo punto, Hope, che prova dispiacere per la situazione di Liam dato che anche lei è cresciuta senza conoscere il suo padre biologico, stringe amicizia con lui e decide di aiutarlo a trovare il suo vero papà. Nel frattempo, Bill, dopo aver licenziato Liam per essere stato denunciato dai Forrester per lo scandalo riguardante Brooke, trova nel suo ufficio una foto dimenticata dal ragazzo che raffigura la sua vecchia fidanzata del college, che è proprio la madre di Liam: dunque, nonostante Bill non voglia sentire ragioni, sua moglie Katie Logan prova a convincerlo del fatto che è possibile che lui sia il padre del giovane. Tutto questo accade mentre Hope scopre che Thorne Forrester, fratello di Ridge, ha avuto una relazione con Kelly in passato e quindi Liam potrebbe essere suo figlio: allora, Bill, Thorne e Liam si sottopongono al test del DNA e viene dimostrato che lo Spencer è il padre del ragazzo. Con il sostegno di Katie e Hope, Bill e Liam riescono a superare il risentimento che provano l'uno nei confronti dell'altro e iniziano a costruire un rapporto padre-figlio; inoltre, Bill decide di assumere suo figlio alla Spencer Publications come editore della rivista Eye on Fashion.
Il nome completo di Liam è, pertanto, William Spencer III.
- Wyatt Spencer

Wyatt Fuller interpretato da Darin Brooks e doppiato da Flavio Aquilone, è il figlio di Quinn Fuller ed è stato cresciuto solo da sua madre, che lo ha avuto quando era ancora un'adolescente, mentre è stato riconosciuto dal padre come suo figlio legittimo ormai da adulto. Ha due fratelli dalla parte di padre, Liam e Will. Oltre a lavorare nell'azienda produttrice di gioielli di sua madre, la Quinn Artisan Jewelers, attualmente il giovane è il Responsabile delle pubbliche relazioni della Spencer Pubblications.
Wyatt fa la sua prima apparizione nella soap a Big Bear, dove Hope Logan si trova in vacanza con il suo fidanzato Liam Spencer: quando la giovane, rimasta sola perché Liam è tornato a Los Angeles, esce per fare una passeggiata nei boschi intorno allo chalet di sua madre Brooke, si imbatte proprio in Wyatt, nudo perché intento a farsi una doccia. Essendo incuriosita da lui, Hope gli scatta una foto con il suo cellulare, Wyatt se ne accorge e così decide di inseguirla, ma, al termine della corsa, la donna cade svenuta. Allora, Wyatt prende Hope in braccio per portarla al suo chalet e, dopo averla adagiata su un divano, la bacia. Quando la Logan si riprende, il giovane le rivela il suo nome, parla con lei dell'accaduto ridendoci sopra e, prima di lasciarla andare, la saluta con un altro bacio. Tornata a casa, Hope, confrontandosi con sua madre riguardo ai suoi sentimenti, si rende conto di essere profondamente delusa da Liam, che sembra ancora innamorato della sua ex moglie Steffy, ma piacevolmente sorpresa dall'inaspettato incontro con Wyatt. Poco dopo, mentre Hope cerca di rilassarsi nel giardino di Brooke, ricompare proprio Wyatt, che l'ha rintracciata per riportarle il cellulare: così, la ragazza ne approfitta per invitarlo alla festa organizzata da suo fratello Rick in occasione del Giorno dell'Indipendenza. In quest'occasione, il rapporto tra Wyatt ed Hope si trasforma in qualcosa di più profondo, in quanto i due sono sempre più attratti l'uno dall'altra, e la loro conoscenza si approfondisce quando Liam si reca a Parigi per scoprire la ragione per cui è stato lasciato da Steffy.
Hope nota che il ragazzo ha una collana con un ciondolo a forma di spada e gli chiede spiegazioni. Lui risponde che sua madre fa gioielli. Scopre così che Queen ha creato la collana di Bill e proprio per questo ne ha fatta una anche per suo figlio, figlio anche dell'uomo.
Così Wyatt conosce suo padre ed intraprende una relazione con Hope, che sposa. La ragazza perde un figlio da lui.
Wyatt ha avuto come moglie anche Steffy Forrester per un breve periodo.
Dopo anni incontra il suo primo amore Flo Fulton Logan, con cui si fidanza.
- Will Spencer

Figlio di Bill Spencer Jr. e Katie Logan.
- Caroline Spencer Jr.

Interpretata da Linsey Godfrey doppiata da Alessia Amendola dal 2012 al 2016 in base fissa e nuovamente nel 2017 e 2018 in base ricorrente. Caroline è la figlia di Karen Spencer, così chiamata in onore della zia defunta, gemella di sua madre. Caroline è stata cresciuta da Karen e dalla sua compagna Danielle, quindi la ragazza è come se avesse due madri, e accompagnata da loro è stata l'ultimo personaggio nuovo entrato in scena prima dell'uscita dal cast di Ronn Moss e di Susan Flannery.
Caroline arriva a Los Angeles con sua madre Karen per avere un colloquio alla Forrester con Brooke Logan Forrester, che ha dimostrato grande interesse nei disegni della giovane tanto da volerla incontrare. Appena arrivata, Caroline conquista tutti, soprattutto Rick e Thomas. Brooke fa alla ragazza un'offerta a breve termine per lavorare come stilista alla Forrester al fianco di Rick: secondo Brooke, i due potrebbero formare un grande team visto che Rick ha molte idee ma gli occorre qualcuno che lo aiuti a tradurle prima in modelli e poi in abiti. Inoltre Brooke è convinta che Caroline sia la ragazza giusta per suo figlio. Ma Rick sa che lo scopo della madre è cacciare via Amber, sua attuale collaboratrice. Viene data, poi, una festa di benvenuto per la giovane Spencer e la ragazza accetta di soggiornare a Villa Forrester. Caroline sembra essere molto presa da Rick e anche quest'ultimo è rimasto affascinato da lei ma, intanto, anche Thomas è rimasto affascinato dalla figlia di Karen. Così Rick e Thomas competono per l'affetto di Caroline e la possibilità di lavorare con lei. Amber, ancora innamorata di Rick, riesce a far saltare un appuntamento tra l'ex marito e Caroline raccontando alla giovane Spencer che a Rick piace indossare vestiti da donna. Amber infatti ricorre ad un modello per scattare foto compromettenti, sostituendo con la computer grafica al volto dello sconosciuto quello di Rick, il tutto dopo aver messo in guardia Caroline delle abitudini da playboy che appartengono all'ex marito da anni. Grazie a questa sua strategia, Amber, senza rendersene conto, favorisce un appuntamento tra Caroline e Thomas e i due arrivano a scambiarsi il loro primo bacio. In seguito Caroline viene invitata da Amber ad un'anteprima della sfilata della collezione a cui Amber sta lavorando con Rick. Una delle modelle si lamenta con Rick perché non riesce a camminare sui tacchi e lo sfida a provarci lui. Così il ragazzo accetta la sfida e proprio in quel momento arriva Caroline che lo vede sui tacchi a spillo. Caroline si allontana sempre di più da Rick e si avvicina sempre di più a Thomas, al quale rivela il segreto della sua famiglia: lei ha due mamme, Karen e Danielle, che sono una coppia a tutti gli effetti. Thomas rimane sorpreso ma poi accetta la cosa e sostiene Caroline e la sua famiglia. Quando Rick viene a sapere delle manipolazioni di Amber, corre da Caroline a raccontarle la verità, le confessa di essere interessato a lei e la bacia. Nonostante ciò, Caroline rimane con Thomas, inizia a lavorare con lui e la loro relazione diventa sempre più seria. I problemi però arrivano quando Rick decide di approfittare della rottura tra Hope e Liam: il ragazzo infatti vuole far riavvicinare Thomas ad Hope e conquistare così Caroline. Il piano di Rick funziona: Thomas passa molto tempo con Hope e Caroline inizia a temere che il fidanzato abbia ancora dei sentimenti per la giovane Logan. Nonostante Rick le confessi di essere ancora interessato a lei, Caroline decide di combattere per salvare la sua relazione. Quando Rick annuncia alla stampa che Hope e Thomas collaboreranno insieme ad una nuova linea di moda, Thomas bacia la ragazza per sponsorizzare ciò. Caroline è sconvolta, ma alla fine lo perdona e intima ad Hope di stare lontana dal suo fidanzato. Sentendo che tra lei e Thomas si sta creando una distanza, Caroline cerca conforto in Rick, con il quale condivide dei baci. Quando Thomas, diventato presidente temporaneo della Forrester, scopre del piano di Rick, lo affronta e accidentalmente lo scaraventa giù da una finestra. Caroline è spaventata dal nuovo comportamento di Thomas e riflette su chi vuole veramente. Alla fine Caroline lascia Thomas, avendo capito di amare Rick. Quando, però, Rick si avvicina a Maya, si ha la rottura definitiva tra i due.
Dopo un incidente Ridge non riesce più a disegnare e Caroline lo aiuta, condividendo intimità con lui. I due si innamorano e si sposano, ma una notte Caroline, impasticcata, finisce a letto con Thomas e rimane incinta. Dapprima Ridge fa credere a tutti di essere il padre, ma poi confessa la verità e nasce Douglas.
Caroline, quindi, decide di tornare a vivere dalle madri con il bambino e Thomas la segue.
Qualche tempo dopo Thomas torna a Los Angeles con suo figlio dicendo che Caroline è morta per una breve malattia.
- Danielle Spencer

Interpretato da Crystal Chappell e doppiata da Laura Boccanera (2012-2013). Danielle arriva a Los Angeles insieme alla compagna Karen e a Caroline, figlia di Karen. Inizialmente l'omosessualità di Karen viene nascosta al fratello di quest'ultima il grande magnate Bill Spencer Jr e per questo Danielle viene presentata come co-inquilina di Karen e sua amica. Caroline però insiste nel fare in modo che suo zio Bill sappia la verità, e così Danielle e Karen prendono forza e decidono di dirlo a Bill e a sua moglie Katie. Bill però, che sospettava già da tempo dell'omosessualità della sorella Karen escogita ogni trucco perché Katie non lo sappia temendo che prenda male la cosa. Alla fine però Karen rivela a Bill e a Katie la verità. Bill dice alla sorella di accettarla per quello che è e non per quello che dovrebbe essere e per questo accetta Danielle nella famiglia. Intanto Caroline si invaghisce di Thomas Forrester figlio di Ridge Forrester e Taylor Hayes. Danielle incita la figlia a credere che Thomas sia il ragazzo giusto, ma Caroline ammette di sentirsi attratta anche di Rick Forrester, figlio di Eric Forrester e di Brooke Logan. Successivamente Karen e Danielle tornano a New York, lasciando Los Angeles. Danielle torna in seguito per partecipare come pubblico alla sfilata di intimo maschile organizzata da Caroline.
- Kelly Spencer

Kelly è la figlia di Steffy Forrester e Liam Spencer. Il nome è un omaggio alla madre di Liam, Kelly Hopkins.
- Elizabeth "Beth" Spencer

Beth è la figlia di Hope Logan e Liam Spencer. Il nome è un omaggio alla nonna materna di Hope, Elizabeth Henderson Logan.

### Hamilton
- Jack Hamilton

Interpretato da Chris Robertson (1992-1995, 1997-2002, 2005) e doppiato da Renato Cortesi.
Jack è il padre di Taylor e Zach, avuti dalla moglie Sharon Ashford, morta poco dopo la nascita di Zach. Si fidanzò con Stephanie (dopo il divorzio di questa da Eric) e grazie a lui la donna ritrovò la serenità divenendo amica della figlia Taylor; Jack però non rivela a Stephanie di essere anche padre di Zach, il fidanzato di sua figlia Felicia, malvisto dalla donna che preferirebbe che la figlia si fidanzasse col tranquillo Sly Donovan. A causa di alcuni debiti di gioco, un suo creditore rapisce proprio Felicia e questa rischia la vita venendo però salvata da Zach e Sly. Dopo questa brutta vicenda l'uomo è costretto a rivelare a Stephanie ciò che era successo e che Zach è suo figlio, Stephanie infuriata per le bugie dell'uomo, lo lascia. Dopo la rottura del fidanzamento, Jack inizia una relazione con Sally Spectra, affezionandosi al figlio CJ, da poco abbandonato dal padre, compensando dunque il vuoto affettivo del bambino.
Stephanie tenta però di riprendersi Jack, essendone ancora innamorata e ciò è causa di un peggioramento dei già poco amichevoli rapporti tra lei e Sally, la quale vuole formare una famiglia con l'uomo per dare un padre a CJ; temendo che Jack sia ancora innamorato di Stephanie, Sally per tenerlo con sé architetta assieme alla fedele segretaria Darla un inganno: gli dice infatti di essere rimasta incinta; Jack, nonostante non provi per Sally lo stesso sentimento che sente per Stephanie, è deciso a riconoscere il bambino ed a prendersi le proprie responsabilità e decide di sposarsi con la Spectra. Sally, per far in modo che la cosa vada in porto, decide dunque di passare con lui una notte in un hotel per rimanere incinta dell'uomo; ma Stephanie scopre l'inganno della rivale e, accorsa all'albergo dove si trovavano i due, rivela a Jack che Sally non è incinta. Jack allora lascia immediatamente la donna; in seguito però l'uomo si riavvicina a Sally in quanto non vuole provocare altra sofferenza a CJ, molto turbato per questo nuovo abbandono. In seguito, però, il padre di CJ, Clarke Garrison, ritorna in città e recupera il rapporto con il figlio e, dunque, Jack lascia Sally e torna da Stephanie. La relazione tra i due, però, naufraga di nuovo in quanto Stephanie si rende conto di essere ancora innamorata del suo ex marito Eric; in seguito a ciò, Jack decide di lasciare anche Stephanie ed andarsene da Los Angeles e raggiunge il figlio Zach in Europa. Da allora non è più comparso nella soap salvo che in saltuarie apparizioni, in cui l'uomo è andato a trovare la figlia Taylor fino a che la stessa Taylor riceve dal fratello Zach la notizia della morte del genitore. Come Taylor e Stephanie, ha sempre provato una profonda antipatia per Brooke Logan.
- Sharon Ashford Hamilton

Moglie di Jack e madre di Taylor e Zachary. Nella soap viene solo menzionata poiché Sharon morì nel 1982 in un incidente stradale causato dagli strozzini a cui suo marito Jack si era rivolto per ripagare i debiti contratti per via del gioco d'azzardo.
- Taylor Hamilton

La dottoressa Taylor Hamilton (precedentemente Hayes, Forrester, Marone e Jones) è un personaggio interpretato da Krista Allen (dal 2021) e in precedenza da Hunter Tylo (1990-1994, 1995-2002, 2005-2014, 2018-2019). Nel 1990 la Tylo fu temporaneamente sostituita da Sherilyn Wolter in quanto era in maternità. Taylor Hamilton entra in scena come oncologa di Caroline, colpita da leucemia fulminante. La donna ha alle spalle un matrimonio fallito con Blake Hayes che aiutò Taylor a laurearsi in medicina ma la costrinse, per diverso tempo, a subire maltrattamenti, spingendola alla fine al divorzio. Taylor annuncia a Caroline che le resta poco tempo da vivere: in questo frangente, Caroline prega Brooke e Taylor di restare entrambe vicine a Ridge dopo la sua morte. In questo periodo, pur essendo innamorata di Ridge, Brooke sposa Eric, essendone rimasta incinta di Rick. Dopo la morte di Caroline, Ridge comincia ad avvicinarsi sempre di più a Taylor, ora divenuta psichiatra, ma passa una notte d'amore con Brooke. Taylor scappa sull'isola di Saint Thomas, per non essere ferita un'altra volta, come accaduto in passato a causa di Blake, mentre Stephanie scopre quello che è successo fra Ridge e Brooke, e supplica il figlio di non far soffrire il padre e di rifarsi una vita con Taylor. Così Ridge giunge a Saint Thomas e propone a Taylor di sposarlo. Lei accetta e, qualche tempo dopo, i due convolano a nozze, dinnanzi agli occhi di una disperata Brooke, che ha appena scoperto di essere incinta. Ha inizio, a questo punto, la fortissima amicizia che lega Taylor a Stephanie: la donna vede nella suocera la madre (morta molti anni prima), mentre Stephanie vede nella nuora una delle sue figlie. La scoperta della gravidanza di Brooke crea subito una frattura nel matrimonio di Ridge e Taylor. Brooke è certa che la nascita della bambina possa ricomporre la sua relazione con Ridge. La situazione diviene insostenibile quando dal test del DNA (manomesso da Sheila Carter), la piccola Bridget risulta essere figlia di Ridge. Taylor pensa che il suo matrimonio sia giunto al termine, ma in realtà così non è. Ridge, pur volendo fare da padre alla piccola, rimane con Taylor e la stessa Brooke alla fine deve accettare il matrimonio. L'avvocato Connor Davis mette Brooke di fronte alla realtà: Ridge si è realmente innamorato di Taylor. In compenso, però, Connor permette a Brooke di impossessarsi della Forrester Creations grazie al brevetto del Belief, una formula chimica che evita le pieghe nei tessuti. Passa del tempo e Taylor un giorno si reca a Big Bear, dove sopraggiunge anche il suo amico psichiatra, James Warwick, innamorato di lei. I due vengono sorpresi da un fortissimo terremoto, che abbatte lo chalet, seppellendo i due. Credendo di essere in punto di morte, Taylor decide di esaudire l'ultimo desiderio di James: non morire vergine. I due hanno un rapporto sessuale ma, in seguito, Ridge accorre a Big Bear con i soccorsi e riesce a salvare Taylor e James. La donna si sente tremendamente in colpa per quanto accaduto e, prima di partire per Il Cairo, per prendere parte ad una conferenza internazionale di psichiatria, scrive una lettera per Ridge, in cui confessa il suo tradimento, quando pensava che Ridge l'avesse lasciata. Taylor parte per l'Egitto ma il suo volo precipita e si viene a sapere che non ci sono superstiti. L'intera famiglia Forrester è annientata dalla notizia, in particolare Ridge e Stephanie la quale, prima che sopraggiunga a Ridge, intercetta la lettera di Taylor e decide di farla sparire per non infangare la memoria dell'amica.
Taylor, in realtà, non è morta ma viene salvata dal principe Omar, che si innamora perdutamente di lei. La psichiatra soffre di amnesia e, pertanto, non ricorda nulla della sua vecchia vita.
Quando inizia a ricordare torna a Los Angeles e trova Brooke sposata con Ridge; il matrimonio, però, non è valido in quanto lui risulta bigamo.
Ridge e Taylor passano una notte assieme, ma poi lui decide di sposare ugualmente Brooke. Taylor scopre di essere incinta, ma fa credere a tutti che il figlio sia di Thorne. Il bambino nasce e Ridge scopre che è suo. Gli viene dato il nome Thomas, in onore dell'isola, cara alla coppia. 
Proprio a Saint Thomas i due finalmente si sposano.
In seguito nasceranno due gemelle, Stephanie (detta Steffy) e Pheobe. Durante il parto Taylor ha rischiato di morire, ma un colpo di pistola di Sheila la fa morire nuovamente. 
Anche in questo caso viene salvata dal principe Omar.
Dopo finisce nel tunnel dell'alcolismo e da ubriaca investe ed uccide Darla.
Dopo essersi curata, ha una serie di vicissitudini, tra cui soprattutto la morte della figlia Pheobe in un incidente d'auto.
Ultimamente, dopo l'ennesima rottura con Ridge, diventa amica di Brooke.
- Zachary "Zach" Hamilton

Interpretato da Michael Watson (1992) e doppiato da Massimiliano Manfredi.
Figlio di Jack e Sharon Ashford e fratello minore di Taylor, fu presente nella soap nei primi anni novanta; ragazzo di strada, ribelle e senza regole, che ha sofferto molto la mancanza della figura materna, fu protagonista di una turbolenta relazione con Felicia, che con Zach aveva in comune il carattere ribelle, contendendola a Sly Donovan, che invece era un ragazzo di buona famiglia e responsabile e perciò ben visto da Stephanie (che invece non vedeva Zach di buon occhio a causa del suo stile di vita, non sapendo che il ragazzo fosse figlio di Jack e fratello di Taylor); Zach vince la battaglia per l'amore della giovane Forrester e si fidanza con lei nello stesso momento in cui il padre Jack era fidanzato con Stephanie. A causa di alcuni debiti di gioco del padre Jack, Felicia viene però rapita da un creditore che tenterà di stuprarla, ma fortunatamente verrà salvata da Zach e Sly ma a causa del trauma, la ragazza decide di troncare la relazione con il giovane e di lasciare per qualche tempo la città; pure Zach, deluso da suo padre, decide di lasciare Los Angeles ed andare a vivere in Europa dove riesce a riconquistare Felicia anche se in seguito i due si lasceranno di nuovo (lo dirà Felicia nel 1997); da allora Zach non è più apparso nella soap ma sarà solo menzionato in alcune occasioni dal padre e dalla sorella. Ha in seguito contattato Taylor per annunciarle la morte del padre Jack.

### Carter
- Sheila Carter

Interpretata da Kimberlin Brown e doppiata da Laura Boccanera. È considerata uno dei personaggi più diabolici, ma anche amati, della storia della fiction televisiva contemporanea.
- Molly Carter

Interpretata da Marilyn Alex (1992-1994, 1997-1998) e doppiata da Rita Di Lernia. È la madre di Sheila Carter. Arriva a Los Angeles quando sua figlia, che Molly credeva morta nell'incendio alla fattoria di Genoa City, gli rivela di essersi in realtà salvata e di aver iniziato una nuova vita in California come infermiera presso la società Forrester. Sheila ha quindi iniziato a usare Molly al fine di ottenere il favore di Lauren, amica intima della famiglia Forrester, nella speranza di un eventuale perdono per i suoi crimini, fattore fondamentale per poter sposare liberamente Eric Forrester. Tuttavia questo piano non ha funzionato ed i rapporti tra madre e figlia si sono ancora una volta raffreddati. Molly ritornerà in città anni dopo per il matrimonio della figlia con James Warwick.

### Sharpe
- Deacon Sharpe

Interpretato da Sean Kanan a più riprese, tra il 2001 e il 2005, per un breve periodo nel 2012, di nuovo tra il 2015 e il 2017 e di nuovo dal 2021.
Deacon entra in scena come padre biologico del piccolo Eric, un bambino cresciuto da Rick Forrester e Amber Moore, la cui madre biologica è in realtà la cugina di Amber, Becky. Amber spaccia il bambino per figlio suo e di Rick. Rick si rivolge a Deacon, quindi, con l’intenzione di farsi cedere la piena custodia del bambino in cambio di 100.000 dollari. Deacon, rendendosi conto dei profitti che avrebbe potuto ricavare grazie a suo figlio, decide di innescare una guerra a colpi di offerte economiche, tra Forrester e Spectra, anch’essi intenzionati a “comprare” la piena custodia di Eric III. La presenza del piccolo Eric, nella vita di Deacon, infastidisce abbastanza la sua ragazza dell’epoca, Carmen Arena. A Carmen non sfugge l’attrazione nascente tra Deacon e Amber; divenuta gelosa di loro, arriva a minacciare di buttare il piccolo Eric dal tetto del condominio in cui vivevano, ma per fortuna, Deacon e Amber riescono a trarre in salvo il bambino, ma nella colluttazione Carmen muore. Dopo questi eventi, si scopre l’infanzia infelice di Deacon, cresciuto con un padre violento, Daryl Sharpe. Deacon promette ad Amber di voler diventare un padre migliore per il piccolo Eric e le propone di cederle i suoi diritti genitoriali, a patto di convivere insieme per quattro mesi. Avendo rotto con CJ, Amber acconsente, ma poco dopo accetta la nuova proposta matrimoniale da parte di Rick. Deacon, ferito nel orgoglio, decide di vendicarsi, puntando l’ingenua [e ancora vergine] Bridget Forrester. Il suo piano ha inizio, scatenando così le ire di tutta la famiglia Forrester, che non lo vedevano di buon occhio. Deacon e Bridget decidono di fuggire a Las Vegas, sposandosi. Fomentato dalla sete di vendetta, Deacon decide di lasciare la telefonata attiva, fatta da Eric per farli tornare a L.A., affinché tutti sentano con le proprie orecchie il momento in cui i due novelli sposini si concedono ai piaceri. Tornati a L.A., Eric lo travolge con la sua auto, ma l’incidente contribuisce ad avvicinare di più Bridget al “cattivo ragazzo”. L’incantesimo si rompe solo quando lei sente Deacon dire ad Amber che il suo matrimonio è tutta una farsa e di voler crescere con lei il piccolo Eric [diventato ormai piccolo “D”]. Deacon, però, si rende conto di amare Bridget e di volerla sposare, ma solo dopo che lei ha un brutto incidente d’auto, mentre scappa da lui. I due si sposano con un vero matrimonio, per la ''gioia'' dei Forrester e dei Logan, che preferirebbero lasciarsi esplodere durante la cerimonia. A questo punto, Brooke, madre di Bridget, decide di scendere in campo, affinché Deacon si convinca a divorziare da Bridget. A Brooke [in quel momento single, appena lasciata con Thorne], Deacon ammette di provare ancora dei sentimenti per Amber e riconosce sia ingiusto continuare a stare legato a Bridget. La conversazione tra Brooke e Deacon, però, assume un risvolto imprevisto e i due si ritrovano a letto insieme. Nonostante il discorso con Brooke, Deacon non lascia Bridget e la loro notte di passione resta un segreto tra i due amanti. Poco dopo, Brooke decide di affidare a Deacon la direzione delle Pubbliche Relazioni della Forrester Creations e di prendersi un periodo di aspettativa dal lavoro. Deacon riesce a scoprire dove si trova Brooke, la raggiunge e scopre che porta in grembo il loro figlio, frutto di quel tradimento peccaminoso, avvenuto alle spalle di Bridget. Tuttavia, Deacon e Brooke non riescono a stare lontani l’uno dall’altra e proseguono la loro relazione. Le cose si complicano quando Stephanie espone il pancione di Brooke durante una conferenza stampa, chiedendosi chi fosse il padre. Ad accorrere in soccorso di Brooke ci pensa Whip Jones, che si finge padre del neonato che Brooke ha in grembo. Brooke decide di sposare Whip, per tentare di allontanare Deacon e fare la cosa giusta per Bridget. Stephanie scopre la verità qualche tempo dopo, ascoltando una conversazione tra Deacon e Brooke. Consiglia a Deacon di lasciare la Forrester per il bene di Bridget e sbeffeggia Brooke per aver dato prova della sua bassissima integrità morale, ancora una volta. Bridget è destinata, comunque, a scoprire la tresca della madre con Deacon, durante il baby shower organizzato proprio da lei. Grazie al baby monitor rimasto attivo, infatti, Bridget ascolta la conversazione tra Deacon e Brooke. La reazione di Bridget è scontata e giusta: si scaglia contro la madre e suo marito, incredula di fronte ciò che hanno combinato insieme. Brooke partorisce la piccola Hope a Big Bear, in compagnia di Stephanie e Bridget, che taglia definitivamente i rapporti con Deacon, bruciandogli i vestiti. A seguito di questi eventi, d'accordo con Brooke, decide di mantenere il segreto sulla paternità di Hope, lasciando Los Angeles. Qualche tempo dopo però, decide di rientrare in California, iniziando a ricattare Brooke, pretendendo che lei lo sostenga finanziariamente, in cambio del suo silenzio sulla loro relazione passata e sulla paternità di Hope. La segue fino a Portofino, dove Ridge lo prende a pugni, trovandolo in compagnia di Brooke. Dopo lo scontro, Eric consiglia a Deacon di mettere una certa distanza con Brooke, dichiarando di aver saputo della loro precedente relazione. Il padre biologico di Ridge, Massimo Marone, decide però di interferire nella vita sentimentale di suo figlio, non avendo alcuna simpatia per Brooke. Esorta Deacon ad affrontare Ridge, che decide di lasciare Brooke, nonostante lei non fosse in alcun modo interessata a Deacon. Successivamente Deacon vive un periodo di redenzione: decide, infatti, di frequentare gli alcolisti anonimi, per il bene di sua figlia. Alle riunioni conosce Macy Alexander, fino a qualche tempo prima presunta morta. Anche Macy vuole ripulirsi e allontanarsi dall’alcolismo. Inoltre, vuole riprendere la sua carriera canora e Deacon si offre di diventare il suo manager. Macy contribuisce a destare in Deacon i suoi sentimenti paterni e fare il possibile per avere un legame con i suoi due figli, il piccolo D e Hope. Deacon e Macy non fanno in tempo a vivere felici, dal momento che la vita di Macy è stroncata da un brutto incidente avvenuto nel nightclub di Oscar Marone. I gangster a cui Oscar deve dei soldi sabotano un pesantissimo lampadario di cristallo, che cade addosso alla povera Macy, che muore sul colpo. Deacon, successivamente, prova a riavvicinarsi a Bridget e avviare con lei una casa di moda. Ovviamente, questo progetto scatena le ire di tutti Forrester e in particolare di Eric, che spara a Deacon, facendolo finire su una sedia a rotelle. Sfruttando l’occasione, Deacon ricatta Eric: gli propone di non rivelare nulla sull’incidente in cambio del riconoscimento della casa di moda di Deacon, come sussidiaria della Forrester Creations. In questo periodo, Deacon stringe i rapporti con Massimo Marone, uniti dall’odio verso i Forrester. Deacon finisce per innamorarsi della moglie di Massimo, Jackie, divenendone amante. Quando Massimo lo scopre, ha un ictus e resta paralizzato per qualche tempo. Deacon non esita a sbeffeggiarlo, durante la malattia, intrattenendosi con Jackie di fronte a lui. Successivamente, Massimo affronta Deacon e Jackie con una pistola, ma lei chiede la separazione, ormai perdutamente innamorata di lui. A Massimo, Jackie pone una condizione: insediare Deacon come vicepresidente della nuova casa di moda, la “Jackie M”. Sfruttando il passato di alcolista di Deacon, Massimo si vendica e lo fa ricadere nel vizio. Per il bene di Jackie, Deacon decide di entrare in riabilitazione, uscendo così di scena. 
A seguito di alcuni eventi a Genoa City, Deacon finisce in prigione, dalla quale esce grazie a Bill Spencer jr., chiedendogli di sabotare il matrimonio di Liam e Hope. Seguendo il piano di Bill, Deacon entra nella camera d’albergo in cui Hope si sta preparando al gran giorno. L’incontro è commovente, dal momento che Hope non ha mai avuto rapporti con suo padre. Lei lo perdona per la sua assenza, lui ne è commosso ma si fa forza e porta a compimento il piano di Dollar Bill: ruba il cellulare di Hope e falsifica un biglietto in cui dice a Liam di aver cambiato idea sullo sposarlo. L’interferenza ordita da Bill, non separa Hope e Liam, che riescono a sposarsi. In seguito al fallimento del suo piano, Bill dà una certa somma a Deacon per farlo andare via; quest'ultimo afferma che lascerà Los Angeles, andando alla ricerca di D.J, del quale neanche Bill sa dove si trova. 
Dopo quasi due anni, Deacon ricompare a Los Angeles e incontra Quinn Fuller, in un bar. Quando Quinn scopre che Deacon è il padre di Hope, decide di agire a favore di Wyatt, all’epoca rivale di Liam per Hope. Quinn offre alloggio a Deacon in cambio di un suo aiuto a far accoppiare Wyatt e Hope. Deacon accetta e inizia nuovamente a legare con Hope, che lo perdona per ciò che ha combinato in Italia. Deacon salva Liam dalla follia omicida di Quinn, rivelando a Wyatt di una spada da lei fabbricata, per togliere di mezzo quel terzo incomodo nel triangolo con Hope. Quinn finisce in un ospedale psichiatrico, mentre Deacon trascorre sempre più tempo con Brooke, reduce dal matrimonio saltato con Bill, ad Abu Dhabi. È Deacon ad aiutare Katie nel recupero delle prove che incastrano Bill per il volo nell’oceano di Ridge. Successivamente, Deacon scopre dell’assassinio di Ricardo Montemayor, proprietario del Diamante Hope, lasciato in eredità a Wyatt. Deacon sospetta il coinvolgimento di Quinn nella morte dell’uomo, nonostante lei continui a ritenersi innocente. L’omicidio è tuttora senza soluzione, ma è stato il pretesto per riavvicinare Quinn a Deacon. I due decidono di stringere un’alleanza, per tenere Bill lontano da Brooke, a loro favore, dal momento che Deacon è deciso ad avere una storia seria con la madre di sua figlia. Quinn e Deacon diventano amanti. Lui le resta accanto anche dopo che Hope la accusa, in qualche modo, di aver causato l’aborto del bambino che aspettava da Wyatt. Agli incontri con gli alcolisti anonimi, Deacon incontra Brooke e la aiuta ad uscire dal suo momento buio. Quinn fraintende e prende a schiaffoni Brooke, ingelosita per via di Deacon, che le rivela del suo passato e le spiega di aver semplicemente offerto il suo aiuto alla madre di sua figlia. Deacon rassicura Quinn di non essere la sua seconda scelta, per poi sposarla, nonostante tutti siano contrari a questa unione. In seguito, i due si separano e Deacon parte per l'Europa, andando a trovare Hope. Tornato qualche mese dopo per firmare i documenti dell’annullamento, finisce per scoprire la nuova trovata folle di Quinn, ovvero il rapimento di Liam a Topanga. Approfittando dell’amnesia di Liam e per tenerlo lontano da Wyatt e Steffy, Quinn si era finta Eve, moglie di Liam/Adam. Quinn chiede aiuto a Deacon, in cambio di soldi, per rendere credibile quella storia, con un album di foto contraffatto. Quinn trascina Deacon su una scogliera, intenzionata a far fuori Liam. Gli eventi, però, la spingono a compiere un insano gesto, spingendo Deacon nel burrone al posto di Liam. Deacon ricompare qualche settimana dopo, intenzionato a vendicarsi della sua ex moglie. Tuttavia, è costretto a fuggire per non subire l'ira di Bill, che ha ritrovato il proprio figlio. Furioso con la sua ex moglie, Deacon tenta di ucciderla, sparandole mentre si trova sul terrazzo di Villa Forrester. Quinn si è legata ad Eric e Deacon non le perdona di essere andata avanti, dimenticandolo. Inizialmente, i sospetti ricadono su Sheila Carter, ritornata in città in cerca di redenzione. A seguito di varie indagini, Sheila viene scagionata, mentre Deacon finisce in prigione, uscendo di scena. 
Nel 2021 Deacon ottiene la libertà condizionata ed esce di prigione con l’intenzione di ricucire il suo rapporto con Hope. Il suo ritorno in città crea un po’ di tensioni a Brooke e Ridge, ma Hope è ostinata a volere che suo padre sia presente nella propria vita. Brooke, Ridge e Liam scoprono, così, che Hope ha intrattenuto con suo padre una corrispondenza intensa, successivamente al parto di Beth. Tutti iniziano a convincersi a supportare Hope e Deacon, tranne Ridge. In contemporanea, anche Sheila ritorna in città e rivela di essere la madre di Finn. Pur di far parte della vita di suo figlio, Sheila convince Deacon a fingere un legame sentimentale con lei, contraccambiando con l’ospitalità nella sua camera d’albergo.
- Eric Sharpe

È il figlio di Deacon Sharpe e Rebecca "Becky" Moore, e fratello maggiore di Hope Logan, quest'ultima nata dalla relazione del padre Deacon con Brooke Logan.
Il ragazzo fu concepito dopo una notte di sesso; Deacon aveva infatti fatto credere a Becky di essere innamorato di lei, ma non appena scoprì che la ragazza era incinta la lasciò. Sconvolta e depressa e con una famiglia povera alle spalle, Becky viene convinta dalla zia Tawny ad affidare suo figlio alla cugina Amber (all'epoca sposata con Rick Forrester) in quanto in grado di garantire al bambino una vita di agi e ricchezze; Amber dunque prende il bambino e fa credere ai Forrester che il figlio di sua cugina sia il bambino che aspettava da Rick (che in realtà è morto subito dopo la nascita a causa di una crisi respiratoria e verrà sepolto in mezzo al deserto), chiamandolo Eric Forrester III. L'imbroglio di Amber dura per diverso tempo fino a che Becky, ripresasi e fidanzatasi con Clarke Garrison Jr., detto C.J., intende riprendersi suo figlio, rivelando ai Forrester la verità sull'identità del bambino, Amber viene così lasciata da Rick (che ottiene il divorzio) ed il piccolo Eric III viene ridato alla madre naturale.
Becky finalmente in grado di prendersi cura del figlio si sposa dunque con C.J.; la felicità della famiglia però è di breve durata, infatti Becky poco tempo dopo si ammala di una grave malattia e muore lasciando il figlio orfano. A seguito della morte di Becky è di nuovo Amber a prendersi cura del bambino, fidanzandosi con C.J., ma dopo poco tempo Rick le chiede di tornare assieme a lui per riformare la loro famiglia e la ragazza, resasi conto di non provare amore per C.J., torna da Rick assieme al piccolo Eric. Rick intende riconoscere il bambino come suo figlio, e dunque chiede all'avvocato dei Forrester di rintracciarne il padre naturale per poterlo adottare.
Una volta rintracciato, Rick chiede a Deacon di firmare i documenti per l'adozione di Eric ma costui, per estorcere dei soldi ai Forrester, arriva a riprendersi il bambino con sé. Per non lasciarlo solo con un padre alcolista ed irresponsabile, anche Amber si trasferisce a casa di Deacon; con il tempo però l'uomo si affeziona veramente al figlio e s'innamora di Amber, ma la ragazza lo respinge. Nel frattempo l'avvocato dei Forrester fa ottenere a Rick la custodia del bambino ed Amber e il piccolo Eric sono finalmente liberi di lasciare la casa di Deacon. In seguito, però, Deacon (sposatosi con Macy Alexander) presenta ricorso, vincendolo ottenendo dunque l'affidamento di suo figlio, che viene ribattezzato Deacon Sharpe Jr., detto D.J., e viene così cresciuto da Deacon e Macy; comunque nemmeno questo nuovo equilibrio familiare dura a lungo: infatti Macy dopo poco tempo muore in un incidente e Deacon, dopo una breve relazione con Jackie Marone, sprofonda di nuovo nell'alcolismo a causa di Massimo.
La storia quindi passa a Febbre d'amore
Quando Deacon verrà arrestato a Genoa City per sequestro di persona e truffa, quest'ultimo confesserà ad Amber di aver nascosto il ragazzino presso Tawny, temendo che Sarah Smythe potesse usarlo pur di assicurarsi la sua fedeltà nel suo piano di vendetta. Tuttavia Amber apprenderà che la madre Tawny e D.J. sono scomparsi da Fournace Creek.
Decisa a rintracciare quello che considera suo figlio, Amber dovrà prendere coscienza del fatto che il marito Daniel Romalotti, più giovane di lei, non si sente pronto a fare il padre, specie di un adolescente. Ad accrescere la tensione tra i due coniugi ci penserà Daisy Sommers, nipote di Sarah e, dunque, almeno secondo le proprie affermazioni, figlia di Sheila. La ragazza, obbedendo ai piani della zia, farà in modo di drogare e sedurre Daniel. Nel frattempo Amber sarà scioccata di ritrovarsi davanti a D.J. che, scappato da Tawny, è giunto a Genoa City per volerla riabbracciare.
La felicità di averlo insieme a lei, tuttavia, verrà messa in ombra quando Amber troverà Daniel a letto con Daisy. Nonostante tutto la ragazza perdonerà Daniel, il quale però sarà chiaramente restio ad occuparsi del ragazzo, e la storia tra i due raggiunge un proprio epilogo quando Amber decide di lasciare la città. Daisy Carter e suo fratello Ryder Callahan sono infatti latitanti e Amber teme che possano prendere di mira D.J.; Daniel rifiuterà di seguirla nella fuga e, con uno struggente addio, Amber si separerà da lui e dalle amicizie strette in città.
In seguito D.J. viene nominato da Rick al ritorno di Amber a Los Angeles, chiedendogli come sta il ragazzo; viene nominato da Tawny che spiega ad Amber che gli studi del ragazzo li sta pagando Deacon; infine viene nominato anche da quest'ultimo in prigione a Genoa City, chiedendo sue notizie a Bill Spencer Jr.: l'uomo, però, dice a Deacon di non poterlo aiutare in quanto non sa dove si trovi.

### Douglas
- John Douglas

John Douglas è il padre di Stephanie e Pamela ed è sposato con Ann. Viene solo menzionato nel corso degli anni e nel 2006 compare nei flashback di Stephanie. Maggiori dettagli su di lui si hanno verso la metà degli Anni 2000: è un uomo violento, che, forse per non aver avuto un figlio maschio, rimproverava aspramente le sue bambine, picchiando addirittura Stephanie in svariate occasioni, per tutta la sua gioventù. Pamela, invece, da bambina, fu un po' più fortunata in senso fisico (anche se il padre picchiava anche lei, pur se più raramente), ma in senso psicologico rimase fortemente turbata per non essere mai intervenuta in difesa della sorella. Un giorno Pamela venne spinta giù dalle scale dal padre; a causa del trauma, Pamela sviluppò una malattia mentale tant'è che in età adulta non si è mai sposata e non ha avuto figli, restando a vivere con l'anziana madre; nonostante ciò Ann si rifiutava di credere che John picchiasse le loro figlie. Dopo che Stephanie si sposò con Eric, John, forse per lavarsi la coscienza dopo averle causato tanto dolore, decise di dare a figlia e genero una cospicua somma di denaro per fondare la Forrester Creations, rendendo proprietaria della futura azienda proprio Stephanie. Dopo che nacque Ridge, John regalò alla figlia un libro per bambini; si pensa che John sia morto in una data compresa tra la nascita di Ridge e la nascita di Thorne.
- Ann Douglas

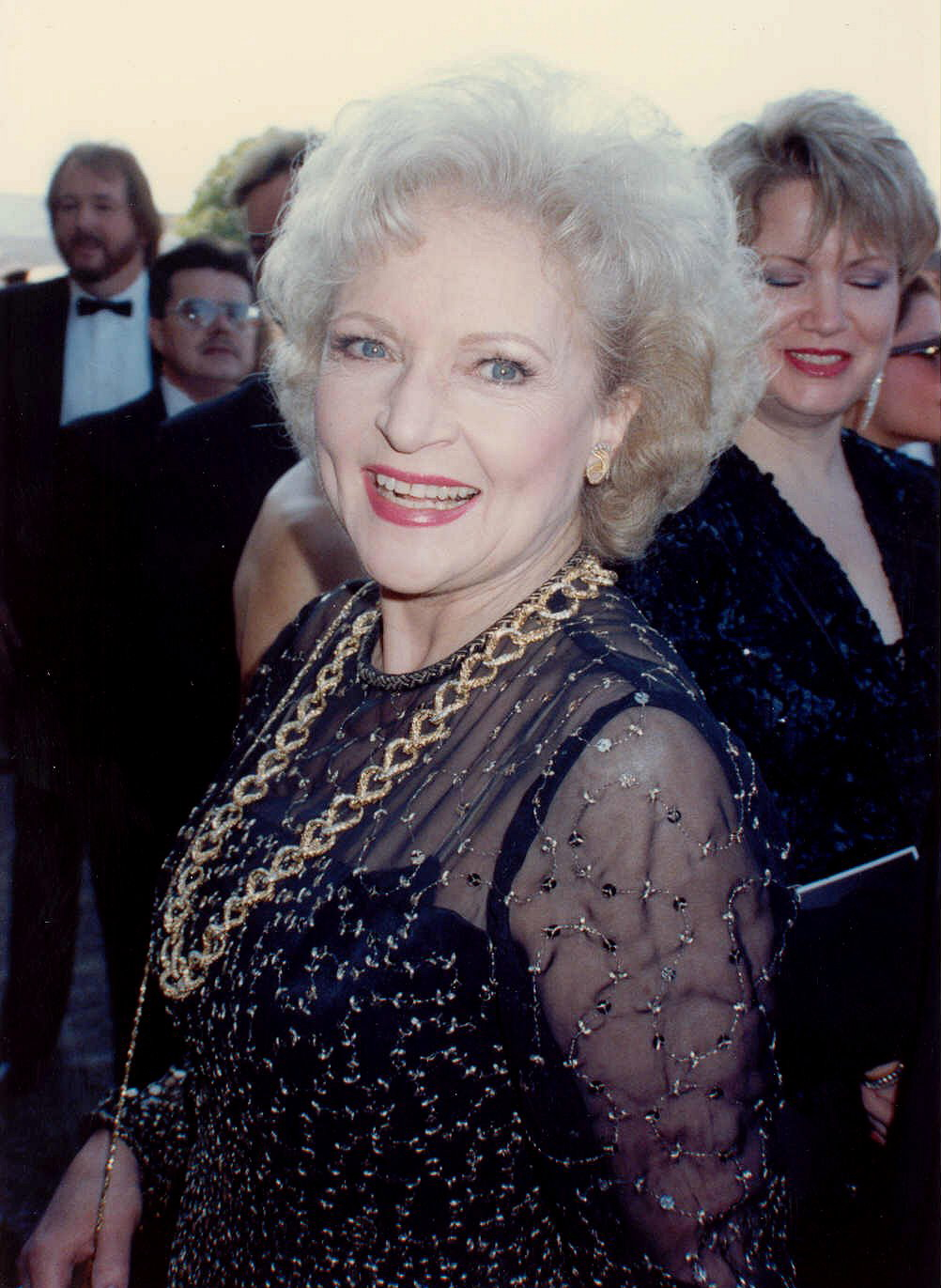
Betty White nel 1989

Interpretata da Betty White e doppiata da Miranda Bonansea, in seguito da Alina Moradei ed infine da Graziella Polesinanti.
Ann è una donna anziana, vedova di John Douglas: vive a Chicago insieme alla figlia minore Pamela che si prende cura di lei. Ann, da giovane, non si è mai opposta al fatto che il marito picchiasse le figlie, in particolare la maggiore, Stephanie: per questo la stessa Stephanie decise, una volta sposatasi, di ridurre i contatti con la famiglia (eccetto Pam) e di trasferirsi a Los Angeles. Quando morì John Douglas, Stephanie cercò un chiarimento con la madre, chiedendole come mai non avesse fatto nulla durante la sua infanzia, senza essere ascoltata dalla donna. Stephanie decise quindi di considerarla morta e lo disse al resto della sua famiglia.
Quando Stephanie telefona alla sorella per chiederle come stanno lei e la madre, le dice che presto passerà a trovarle per avere un ennesimo chiarimento ma il risultato è sempre lo stesso. Stavolta però accade qualcosa di diverso: dopo qualche giorno, Ann si presenta da Stephanie chiedendole perdono, dicendole che non ha mai voluto ascoltarla perché aveva paura che lei potesse odiarla. Dapprima Stephanie non la perdona, poi quando Ann si ripresenta nella notte di Natale a casa di Stephanie, decide di perdonarla. Ann passa del tempo con la figlia maggiore per recuperare il tempo perduto, ma quando tornano a Los Angeles Eric chiede ad Ann e Pam di trasferirsi lì.
Ann nota che Pam è attratta da Eric e le dice che forse il genero starebbe meglio con lei anziché con Stephanie. Le due donne, quindi, rimangono per un periodo in casa Forrester; i rapporti con Stephanie sono troppo conflittuali, così decidono di tornare a Chicago.
Dopo che Stephanie ha incoraggiato Andy a frequentare Brooke, vicenda terminata con lo stupro di quest'ultima, la signora Forrester decide di lasciare Los Angeles per qualche tempo. Ann la riaccompagna a casa e, qualsiasi cosa abbia fatto, la sprona a combattere per riprendersi Eric e la sua fiducia.
Successivamente, Stephanie subisce un attentato da Storm Logan e Pam torna a Los Angeles per prendersi cura della sorella maggiore. Quand'è al suo capezzale, Pamela le dice di non poter continuare a comportarsi in quel modo. Subito dopo, Ann chiama la figlia minore e le chiede se per caso è stata lei ad attentare alla vita di Stephanie per cercare di entrare in quella di Eric. Pam non risponde, così Ann la sprona a fare velocemente le valigie e tornare a Chicago senza dare spiegazioni a nessuno.
Dopo che Pam ha attentato alla vita di Donna e dopo aver avuto un confronto con Stephanie ed Eric, Ann prega Donna di non mandare Pamela in prigione, perché non in grado di intendere e di volere. Donna accetta e Pam viene curata per poi trascorrere la convalescenza con la madre; si viene in seguito a sapere che quest'ultima è in una casa di riposo. Ann passa a trovare Stephanie e Pam a Los Angeles e le due donne si chiedono come mai la loro madre sia andata a trovarle improvvisamente. Ann rivela loro di avere un tumore al pancreas all'ultimo stadio e chiede loro di lasciarla morire in uno dei posti da lei amati. Le due sono indecise sul da farsi, mentre Steffy progetta una cena per conoscere meglio la sua bisnonna. La donna ha un malore e, portata in ospedale, si scopre avere un'embolia. Ann non vorrebbe morire in ospedale ma Pam dà il permesso per curarla. La dottoressa, dopo una visita, dice a Stephanie e Pam che Ann è ormai alla fine dei suoi giorni e le due sorelle decidono di portarla a Malibu, posto che amava, per farla morire nel modo in cui desidera.
- Pamela "Pam" Douglas

Interpretata da Alley Mills dalla puntata 4947 del 1º dicembre 2006. Secondogenita di John Douglas e Ann Douglas, Pamela è la sorella minore di Stephanie. Per quasi tutta la sua infanzia, dovette difendersi dall'ira del padre violento, ma a causa di costui cadde dalle scale battendo la testa e iniziarono per lei i problemi psicologici. A causa di questi, in età adulta Pam non si è mai sposata, preferendo prendersi cura della madre, nel frattempo rimasta vedova, dopo che Stephanie ruppe i contatti con Ann. Tuttavia, Stephanie rimase in contatto con sua sorella, citandola spesso quando andava con lei in giro per il mondo, ma Pam apparve per la prima volta dopo 19 anni dall'inizio della soap, quando Stephanie decise di affrontare definitivamente il suo passato.
Nutre nel tempo un forte odio verso Donna Logan, allora moglie di Eric Forrester, suo ex cognato, per espiare le sue presunte colpe, di quando da giovane non riuscì a proteggere la sorella maggiore dagli abusi del padre e sentendosi dunque in dovere dal proteggerla.
Sradicata l'origine del suo malessere mentale riesce con il tempo ad essere reintegrata nella vita della famiglia, condividendo poi con Donna il posto di segretaria presso l'ufficio di dirigenza della Forrester Creations. Ha una relazione con la guardia Charlie.

### Dominguez
- Antonio "Tony" Dominguez

Marito di Kristen e padre adottivo di Zende.
- Zende Dominguez

Figlio adottivo di Kristen e Tony.
Doppiato da Paolo Vivio.
Zende torna a Los Angeles grande e vive una storia d'amore travagliata con Nicole Avant, che sposa e con cui si trasferisce.
Torna da single a Los Angeles diventando stilista e ha un flirt con Paris Buckingham.

### Walton
- Carter Walton

Direttore operativo della Forrester Creations.

### Buckingham
- Reese Buckingham

Interpretato da Wayne Brady. Reese è il padre di Zoe Buckingham, è un medico di Londra che si è trasferito a Los Angeles nella speranza di un nuovo inizio dopo aver ottenuto una nuova opportunità di lavoro in un ospedale della città. È anche noto per avere una dipendenza da gioco e un passato turbolento con le donne, motivo per il quale lui e la madre di Zoe non stanno più insieme. Per questi motivi Zoe è molto preoccupata quando il padre le fa visita. Reese conosce Taylor Hayes e ne rimane subito affascinato. Reese è molto preso da Taylor, tanto che arriva a baciarla pochi giorni dopo averla conosciuta, ma la donna gli dice di non essere ancora pronta per qualcosa di serio. Reese, nel frattempo, viene rintracciato da degli aguzzini per aver contratto un debito di 200.000 dollari e gli uomini minacciano di far del male a Zoe se il debito non verrà saldato in tempo. Disperato, Reese trova l'occasione per saldare il suo debito quando assiste Hope Logan durante il parto A Catalina. L'uomo fa credere alla ragazza che sua figlia Beth non è sopravvissuta al parto, ma in realtà l'uomo ha scambiato Beth con una bambina morta di un'altra paziente e l'ha resa disponibile per l'adozione. Riesce a ricavare i soldi necessari per pagare i suoi debiti ingannando proprio Taylor poiché la figlia di quest’ultima, Steffy, è desiderosa di adottare una bambina. Una volta andata in porto l'adozione, Reese riesce a saldare i suoi debiti e salvare la vita a sua figlia Zoe. Dopodiché l'uomo torna a Londra.
Non appena la verità sulla figlia di Hope salta fuori, Reese viene arrestato dalla polizia.
- Grace Buckingham

Interpretata da Cassandra Creech. È la madre di Zoe e Paris Buckingham. È medico.
- Zoe Buckingham

Interpretata da Kiara Barnes. Zoe arriva a Los Angeles per rintracciare il suo ex fidanzato Alexander Avant. Per tenere il suo ex sotto controllo, Zoe riesce a farsi assumere come pittrice da Wyatt Spencer e scopre che Alexander ha iniziato una relazione con Emma Barber. Zoe, accecata dalla gelosia e dall'ossessione, ruba il computer di Sally Spectra per inviare messaggi minatori ad Emma tramite il sito web della "Hope for the future". Quando viene scoperta, Alexander cerca di convincerla invano a tornare a Londra e lasciare in pace lui ed Emma. Zoe però non demorde e inizia così una competizione tra lei ed Emma per il cuore di Alexander e alla fine Zoe, dimostrando di essere cambiata e di essere una brava persona, ne esce vincitrice riuscendo a riconquistare Alexander. In seguito Zoe viene assunta come modella alla Forrester Creations per la linea "Intimates" di Steffy Forrester. Zoe si allarma quando riceve la visita di suo padre Reese perché teme che l'uomo possa causarle problemi, avendo una dipendenza da gioco e una tendenza a corteggiare donne ricche. Zoe è contrariata quando scopre che il padre sta frequentando Taylor Hayes, madre di Steffy, nonché capo di Zoe e così la ragazza teme di perdere il lavoro a causa di suo padre.
In seguito ha quasi sposato prima Thomas e poi Carter; dopodiché se ne è andata da Los Angeles. 
- Paris Buckingham

Interpretata da Diamond White. Paris è la sorella di Zoe Buckingham e figlia di Reese e Grace Buckingham. 
Intreccia una relazione sia con Zende che con Carter.

### Finnegan e Nozawa
- Jack Finnegan

Interpretato da Ted King. È il padre di John Finnegan, avuto durante una relazione extraconiugale con Sheila Carter.
- Li Nozawa

Interpretata da Naomi Matsuda. È la madre adottiva di John Finnegan. È medico.
- John "Finn" Finnegan

Interpretato da Tanner Novlan. È figlio di Jack Finnegan e Sheila Carter. Ha una relazione con Caitlin Ramirez con la quale 
- Penelope "Poppy" Nozawa

Sorella di Li e madre di Luna.
- Luna Nozawa

Figlia di Poppy.

## Famiglie uscite di scena

### Spectra
- Sally Spectra

Interpretata da Darlene Conley dal 17 gennaio 1989 al 29 novembre 2006. Il personaggio, che nella finzione scenica è ancora in vita, è successivamente apparso in alcune scene con la presenza di una controfigura, poiché l'attrice morì nel gennaio 2007.
Sally Spectra è stata proprietaria della Spectra Fashions, casa di moda rivale della Forrester Creations. Sally è stata sposata due volte, prima con Adam Alexander da cui ebbe una figlia, Macy e poi con Clarke Garrison, con il quale ebbe un figlio di nome C.J. Lei aveva un rapporto molto affettuoso con Alexandria, figlia di Thorne e Darla. Sally considerò Darla Einstein Forrester come sua figlia sin da quando lei fu orfana.
Sally Spectra gestiva la Spectra Fashions (in seguito ribattezzata Spectra Couture). La forza della casa di moda stava nel rubare i disegni della Forrester Creations e rivenderli, ad un costo molto minore, sotto il proprio nome. Alla Spectra, Sally era solitamente aiutata da sua figlia Macy Alexander, da Darla Einstein, che considerava come una figlia, e da Saul Feinberg. Spesso fu aiutata anche dallo stilista Clarke Garrison, che inizialmente ebbe una relazione con Darla e che Sally soprannominò "mandrillo".
Dopo aver avuto una breve relazione con Darla, Clarke Garrison iniziò a corteggiare Sally Spectra che, nonostante fosse stata messa in guardia dalla sua famiglia e dagli amici che Clarke voleva solo la sua azienda, decise di sposarlo. Clarke, per non fare l'amore con Sally, si inventò d'essere impotente ma nonostante ciò divenne padre di Clarke "CJ" Garrison. Nonostante la nascita di CJ, i timori di Sally di perdere Clarke divennero realtà quando scoprì che il marito aveva una relazione con Kristen Forrester, sua ex-moglie. Con l'aiuto della sua famiglia, Sally Spectra riuscì a dimostrare l'infedeltà di Clarke in tribunale e quindi evitare di perdere la sua compagnia. Sally divorziò da Clarke e quest'ultimo lasciò la città.
I rapporti di Sally con la famiglia Forrester sono stati travagliati. Sally era assolutamente pazza per Eric, lo stimava molto ed era anche segretamente innamorata di lui. La Spectra Fashions riuscì, grazie al suo intervento, a vincere numerosi scontri, soprattutto televisivi, con la Forrester Creations. Inoltre, tra Sally e Stephanie si crearono numerosi diverbi, riguardanti il fatto che la Spectra Fashions non poteva permettersi di sottrarre i disegni della Forrester Creations spacciandoli poi per propri. Sally dovette ammorbidire il proprio rapporto con i Forrester per via del matrimonio tra sua figlia, Macy Alexander, e Thorne Forrester e tra quest'ultimo e Darla, sua fedele amica. Ebbe una lunga rivalità con Stephanie per quanto riguardava Jack Hamilton, ma alla fine le due diventarono amiche. Famosa è la scena in cui Sally taglia i capelli a Stephanie.
Dopo l'ennesimo confronto perso con la Forrester Creations, la Spectra Fashions dovette chiudere e Sally la vendette. Ha poi iniziato a lavorare presso la Forrester Creations come nuova receptionist, in sostituzione di Megan Conley. Sally si trasferì a vivere con Thorne, Darla, e la loro figlia Alexandria per un po' e rimase con Thorne e Alexandria anche dopo la morte di Darla.
Sally appare per l’ultima volta nella serie il 29 Novembre 2006, quando lei e la famiglia Forrester lasciano l’azienda dopo averla ceduta a Nick Marone, che stava ricattando Stephanie.
Per molto tempo dopo la morte di Darlene Conley, avvenuta nel Gennaio 2007, non si seppe più nulla di Sally.
Nel Novembre 2007, a un anno dalla sua ultima apparizione, viene svelato che Sally è viva e vegeta e si è trasferita nel sud della Francia.
Nel corso degli anni è riapparsa in vari flashback ed è stata vista, interpretata da una controfigura, due volte: nel Novembre 2012, quando Stephanie la chiama per invitarla alla sua festa d’addio ma Sally si dice occupata a farsi mettere lo smalto e perciò Stephanie non può darle la brutta notizia e nel Febbraio 2017, quando chiede all’omonima pronipote di ridar vita alla Spectra Fashions, che stava per essere venduta a Bill Spencer.
- Shirley Spectra

Interpretata da Patrika Darbo. È la sorella di Sally Sr e nonna di Sally jr e Coco.
- Sally Spectra Jr.

Interpretata da Courtney Hope, Sally Spectra Jr. è la pronipote di Sally Spectra, tornata a Los Angeles con sua nonna Shirley per far risorgere la vecchia casa di moda "Spectra Fashion". Sally appare una donna determinata a riesumare la Spectra per volere della sua prozia Sally Sr.
Inizialmente per pubblicizzare il ritorno della Spectra Fashion ricorre a metodi bizzarri. Si scaglia contro Steffy Forrester lanciandole dolci in faccia per poi diffonderne i video sul web, con lo scopo di pubblicizzare il suo nome.
Sally realizza una sua collezione che si rivela un totale fallimento e ha soltanto sei mesi di tempo per far tornare la casa di moda come ai vecchi tempi.
Gli insuccessi, i debiti e le continue pressioni di sua nonna Shirley inducono Sally Spectra a rubare l'intera collezione Forrester sfruttando sua sorella Coco, stagista alla Forrester Creations. Sally regala a sua sorella alcuni gioielli muniti di microtelecamere, a sua insaputa.
La sfilata Spectra coi modelli rubati alla Forrester si rivela un grande successo, ma Coco ne pagherà le conseguenze, tradita da sua sorella Sally e rifiutata dai Forrester che la ritengono colpevole dell'accaduto.
Ha una relazione con Thomas, che si interrompe quando lui decide di andare a vivere con suo figlio. 
Dopodiché si invaghisce di Liam, che la vuole aiutare a salvare la casa di moda, e si scambia un bacio con lui quando Bill fa saltare il palazzo della Spectra.
Si innamora, infine, di Wyatt, ma quando lui la lascia per Flo, lei finge di avere una grave malattia, pur di stare ancora con lui. Quando Wyatt scopre l'inganno la lascia e lei va a vivere a Genoa City.
- Coco Spectra

Interpretata da Courtney Grosbeck. È sorella di Sally Jr., Fa la stagista alla Forrester e grazie a lei Sally ruba i modelli. Ha una relazione con R.J.

### Alexander
- Adam Alexander

Primo marito di Sally Spectra e padre di Macy e Kimberly, abbandonò la famiglia dopo la nascita di Macy. Coinvolto in affari loschi e con criminali della malavita organizzata che minacciavano lui e la sua famiglia, decise di lasciarla per evitare di metterle in pericolo. Ricompare dopo più di 30 anni, sotto il falso nome di Myles Fairchild, con una figlia di nome Kimberly. In breve tempo, riporta la Spectra Fashions al successo e diventa rivale della famiglia Forrester. Per ringraziare Adam di quanto ha fatto per la casa di moda, Sally pubblica una sua foto sul giornale, ma i criminali lo rintracciano, minacciando lui e Sally. La donna viene ferita da un colpo di arma da fuoco e Adam, per evitare di esporre la sua famiglia ad ulteriori rischi, se ne va (2000). Ricompare nel 2001; si reca a trovare Kimberly e la porta via da Los Angeles, promettendole una vita migliore. Nel 2002 si apprende che ha salvato Macy dall'incidente e l'ha portata a Portofino, dove fa la cantante e si fa chiamare Lena. Quando scoprono che i Forrester e gli Spectra sono a Portofino, Adam decide di confessare la verità a Sally; Macy poi si mostra a Thorne, ma decide di rimanere in Italia. Di lì a breve, Sally ha un infarto e Macy si reca negli Stati Uniti per stare vicino alla madre e successivamente decide di riunirsi a Thorne. Disperato per la scelta della figlia, l'uomo esce di scena.
- Macy Alexander Sharpe

Interpretata da Bobbie Eakes (1989-2000, 2002-2003) e doppiata da Francesca Guadagno. Figlia di Sally Spectra ed Adam Alexander, è sorella di C.J. da parte di madre e di Kimberly da parte di padre. Nasce il 23 ottobre 1967. Entra in scena nel 1989, infatti, dopo essersi laureata, sua madre Sally la convince a tornare a Los Angeles per ricoprire il ruolo di vicepresidente della Spectra. Molte delle trame in cui è stata coinvolta ruotano attorno alla sua relazione con Thorne Forrester, con cui è stata sposata tre volte tra il 1990 ed il 2003. Altre trame hanno ruotato attorno alle sue relazioni con la sua famiglia paterna, il suo grave problema di alcolismo, e vari altri uomini, tra cui Jake MacLaine, Sly Donovan e Anthony Armando. È stata sposata anche con Grant Chambers (1998), Lorenzo Barelli (2001-2002) e Deacon Sharpe (2003). Da sempre appassionata di musica, quando Oscar Marone ha aperto una nuova discoteca in città, Macy ha accettato di esibirsi la sera dell'inaugurazione, ma i nemici del passato di Oscar hanno manomesso il lampadario di scena, facendolo cadere sopra Macy che è stata ferita gravemente. Sebbene Macy sia rimasta in ospedale in coma per alcuni giorni, non si è mai svegliata e sua madre ha dovuto scegliere se toglierle o meno il supporto vitale. L'effettiva scelta di Sally non è mai stata rivelata, ma si presume che Macy sia morta il 29 ottobre 2003.
- Kimberly Fairchild Alexander

Figlia di Adam, è una ragazza che si innamora di Rick, e anche lui sembra ricambiare però aspetta un bambino da Amber. Kimberly allora viene corteggiata sia da C.J. che dal fotografo Giovanni Lorenzano, ma non riesce a lasciarsi andare perché è sempre innamorata di Rick e ha diversi scontri con Amber al riguardo. Quando la verità sul figlio di Rick e Amber viene a galla, Rick corre da Kimberly e le dichiara il suo amore. La relazione tra i due prosegue ma non va mai al livello successivo perché Kimberly vuole arrivare vergine al matrimonio. Quando Macy ha l'incidente in cui (apparentemente) muore, cerca di vendicarsi di Brooke. Infatti, inizia a circuire Thorne che, ubriaco, cede alle sue avances senza consumare il rapporto. Kimberly gli fa credere che loro due hanno fatto l'amore, mettendo in grave crisi il suo rapporto con Brooke, ma dopo un po' di tempo, a causa del mancato supporto di Bridget, contraria alla relazione tra Brooke e Thorne, è costretta a rivelargli la verità. Dopo aver assistito al matrimonio tra Brooke e Thorne, Kimberly è triste, ma riceve la visita del padre, che le promette una vita migliore. Nel 2002 a Portofino, Sally apprende da Adam che Kimberly sta frequentando l'università in Italia.

### Garrison
- Clarke Garrison

Interpretato da Daniel McVicar (ep 137-) (1987-1992, 1996-1998, 1999-2009). Stilista della Forrester, Clarke corteggia la giovane Kristen, su richiesta di Stephanie, con la quale condivide alcuni baci passionali. Dopo un veloce fidanzamento, i due si sposano, ma ben presto Clarke inizia a tradire Kristen con Margo MacLaine, che rimane incinta di quello che sarà suo figlio, Mark. I due divorziano, ma Clarke non riconosce il piccolo Mark. Licenziato dalla Forrester, passa alla Spectra. Dopo aver avuto una breve relazione con Darla, l'ambizione porta Clarke a corteggiare Sally Spectra, che lo soprannomina "Mandrillo". Nonostante venga messa in guardia dalla sua famiglia e dagli amici che Clarke vuole solo la sua azienda, Sally decide di sposarlo e di cedergli una quota delle azioni della Spectra Faction. Clarke, per non fare l'amore con Sally, si inventa d'essere impotente, ma alla fine si concede alla moglie, che ben presto scopre di essere incinta. Nonostante la nascita di C.J., i timori di Sally di perdere Clarke diventano realtà quando scopre che Clarke lo ha tradito con più donne, fra cui la giornalista Julie Delorean. Con l'aiuto della sua famiglia, Sally riesce a dimostrare l'infedeltà di Clarke in tribunale, evitando così di perdere la sua compagnia. Dopo il divorzio da Sally, Clarke si riavvicina a Kristen e con lei lascia la città nel settembre 1992, trasferendosi a New York.
Torna a Los Angeles nel 1996 per cercare di allacciare un rapporto con il figlio C.J, ma il bambino non vuole avere niente a che fare con lui. La situazione cambia quando Clarke salva il piccolo da un rapimento. Così Clarke torna a lavorare alla Spectra, aiutando Sally a rubare i bozzetti degli abiti dell'azienda rivale. Nel 2000 Clarke prova ad instaurare una relazione con Morgan DeWitt, nuova stilista della Forrester, ma la donna gli offre solo un rapporto di amicizia, date le sue mire su Ridge, del quale riesce a rimanere incinta con l'inganno. Clarke, una volta scoperta la paternità del bambino, affronta Ridge, minacciando di rivelare a tutti del suo tradimento a Taylor. Ridge gli dà un pugno, ma questo sarà il male minore. Morgan, appresa della fobia di Clarke per i serpenti, tenta di ucciderlo facendolo stritolare da un boa nell'ufficio della Spectra. Clarke, in fin di vita, finisce in ospedale, ma non è in grado di parlare. Morgan minaccia di staccargli le macchine che lo tengono in vita se metterà ancora i bastoni tra le ruote a lei o a Ridge, e se rivelerà a qualcuno che è stata lei a liberare il serpente. Una volta ripresosi, Clarke mette in guardia Taylor, ma non si intromette più nella vita di Morgan. Quando Kristen torna in città, Clarke inizia a corteggiare la ex moglie, che però gli preferisce Tony. Nel 2002 Clarke riceve la visita di un giovane medico, che si rivela essere suo figlio Mark Maclaine, avuto dalla relazione con Margò. Clarke riesce ad ottenere il perdono dal ragazzo e a riallacciare un rapporto con lui. Nel 2005, a malincuore, aiuta una vendicativa Amber Moore ad intrappolare Ridge e la sua figliastra Bridget in una voragine nevosa, nella speranza che l'avvicinamento sentimentale fra i due possa distruggere il matrimonio di Ridge a Brooke. L'azione mette però a rischio la vita di Bridget, e Clarke riesce ad evitare il carcere grazie a Sally che convince Stephanie a non sporgere denuncia. Con il fallimento della Spectra, Clarke viene perdonato dai Forrester e torna a lavorare per loro. Nel novembre 2007 C.J. rivela a Clarke che Sally si è trasferita nel sud della Francia con una serie di cabana boy e che, dopo la bancarotta dei nuovi proprietari della Spectra Fashions, la proprietà della società è tornata di nuovo nelle mani di Sally. Nell'aprile 2009, Clarke rivela che Sally sta trascorrendo un periodo alle Isole Canarie e, dato che non vuole più gestire l'attività, ha chiesto a lui e a C.J. di vendere l'azienda per lei. La Spectra viene acquisita da Nick e Jackie Marone e Clarke viene assunto come progettista capo, in quella che viene denominata "Jackie M Designs". Il 27 luglio 2009, Sally chiama Clarke per fare i suoi migliori auguri a tutto lo staff della Jackie M. Il personaggio scompare dalle scene della soap a fine agosto 2009.
- C.J. Garrison

Interpretato da Mick Cain (1998-2001, 2002-2004, 2007, 2010, 2017) e doppiato da Ilaria Stagni da bambino e da Massimiliano D'Assunta ed in seguito da Alessandro Quarta da adulto. Figlio di Sally Spectra e Clarke Garrison e fratellastro di Macy Alexander venne abbandonato dal padre in tenera età; quando Clarke tornò a Los Angeles, C.J. lo accolse con freddezza ma poi quando venne rapito da alcuni criminali che chiesero un riscatto alla Spectra, Clarke lo salvò e da allora i due legarono molto e si vollero molto bene. Da adolescente divenne il miglior amico di Rick (nonostante che le rispettive famiglie fossero perennemente in guerra tra loro); divenne in seguito proprietario del Insomnia Cafè e si sposò con Becky Moore (cugina di Amber) e crebbe assieme a questa il figlio di lei, Eric III. Dopo la morte della moglie si fidanzerà con Amber, ma poi la ragazza lo lascerà per tornare assieme a Rick. Dopo questa storyline il personaggio perse molta importanza all'interno delle trame della soap opera non avendo più relazioni di rilievo (a parte un breve flirt con Bridget Forrester); uscì di scena nel 2007, vendendo l'Insomnia a Stephanie (che in seguito lo farà gestire da Dayzee cambiando nome al locale).

### MacLaine

#### Ben MacLaine
Interpretato da John Brandon (1990-1991) e doppiato da Carlo Baccarini. Padre di Margo e Jake e nonno di Mark.

#### Helen MacLaine
Interpretata da Tippi Hedren (1990-1991) e doppiata da Valeria Valeri. Madre di Margo e Jake e nonna di Mark.

#### Charlie MacLaine
Interpretato da Chuck Walling (1990-1991). Fratello di Ben e zio di Margo e Jake. Quando, a causa di problemi economici, fu accolto in casa della famiglia del fratello, abusò sessualmente del nipote Jake. Erroneamente, il ragazzo ritenne responsabile di questo gesto il padre e perciò decise di scappare via all'età di 14 anni. Solo 10 anni dopo, grazie all'aiuto di Felicia e Margo, Jake ritorna a casa e si confronta con la sua famiglia. Muore suicida sparandosi con un fucile dopo uno scontro con il nipote.

#### Margo MacLaine Lynley
Interpretata da Lauren Koslow (1987-1992, 2002) e doppiata da Melina Martello. 
Assistente stilista di Eric Forrester, è una donna divorziata del Wisconsin che, a seguito di problemi con la sua famiglia di origine, si è trasferita in California facendosi una nuova vita. Ha avuto flirt con Ridge Forrester e Clarke Garrison, da quest'ultimo avrà il figlio Mark. Accetta poi la corte di Bill Spencer, con cui si unirà in matrimonio nell'estate 1989. Dopo essersi ricongiunta con il fratello Jake, decide di lasciare Bill e ritornare dalla sua famiglia a Madison, Wisconsin. Margo tornerà come ospite nel 2002, quando il figlio Mark, ora divenuto medico, torna a Los Angeles per ricucire i rapporti con il padre Clarke e la famiglia Forrester.

#### Jake MacLaine
Interpretato da Todd McKee (1990-1992, 2007-2013, 2015-2016, 2018-2019) e doppiato da Massimiliano Manfredi.
Jake era il fratello minore di Margo, che sebbene non volesse avere più niente a che fare con lui poiché aveva abbandonato la famiglia, si è ammorbidita nei suoi confronti quando ha scoperto che il motivo della sua sparizione fu l'abuso sessuale che suo padre gli inflisse da ragazzo. Ha quindi tentato, insieme a Felicia, di curare le ferite tra Jake e il loro padre, Ben, che ha però negato categoricamente qualsiasi abuso. Alla fine, però, lo zio Charlie si è rivelato il vero colpevole di tali azioni e quindi padre e figlio ritrovano la serenità perdonandosi reciprocamente. Jake è stato romanticamente legato a Felicia Forrester, Donna Logan e Macy Alexander Forrester. Inizialmente lavora come insegnante professionista di tennis, in seguito viene assunto da Thorne come suo assistente presso il settore Spedizioni della Forrester Creations. Dopo aver confessato di aver rubato la formula BeLieF per conto di Sally Spectra, lui e Margo sono tornati a Madison, Wisconsin. Tuttavia, in seguito torna a Los Angeles e riprende a lavorare alla Forrester Creations, diventando nel 2007 coordinatore delle sfilate di moda della società. Il personaggio acquisisce status ricorrente e così rimane fino al 19 novembre 2019, quando fa la sua ultima apparizione.

#### Mark MacLaine
Interpretato da Michael Dietz (2002-2005) e doppiato da Riccardo Rossi. È il figlio di Margo e Clarke. Presente come bambino tra il 1988 ed il 1992, ad interpretarlo è Zachariah Schillace, figlio reale di Lauren Koslow. Nel 2002 Mark, ora divenuto medico, ritornerà a Los Angeles per ricucire i rapporti con il padre Clarke e la famiglia Forrester.
Si fa complice di Stephanie, che finge un infarto, pur di far tornare insieme Ridge e Taylor.

### Marone e Knight

#### Massimo Marone
Interpretato da Joseph Mascolo e doppiato da Carlo Baccarini ed in seguito da Vittorio Di Prima. Padre biologico di Ridge, Massimo ha avuto in gioventù una relazione con Stephanie che, scopertasi incinta, avendo avuto nello stesso periodo una relazione con Eric Forrester inconsapevole pensa che sia di Eric anziché di Massimo. Instaura un rapporto con Sheila Carter, la quale gli farà credere di essere il padre della piccola Diana. Dopo aver riconosciuto il figlio Ridge, Massimo sposa Jackie, madre di suo figlio Nick. Il matrimonio finisce a seguito della scoperta della relazione fra Jackie e Deacon Sharpe. Dopo una relazione con Megan e dopo numerosi loschi affari, passa il commando delle imprese Marone al figlio e lascia Los Angeles.

#### Jacqueline Payne Knight
Jackie arriva a Los Angeles a seguito del figlio. Avrà una relazione con Eric ma poi sposerà il padre di suo figlio, Massimo Marone. 
Compra la Spectra e crea la Jackie M, casa di moda che cerca di competere con la Forrester Creations. 
A seguito di un ictus del marito, intreccia una relazione con Deacon, che pone fine al suo matrimonio. 
Conosce, poi, Owen Knight, con cui si sposa ed a cui perdona la scappatella con Bridget. 

#### Dominick "Nick" Marone
Figlio di Massimo e Jackie. È fratellastro di Ridge da parte di padre.
Con il fratello rivaleggia per l'amore di Brooke. Quando quest'ultima rimane incinta e si scopre che il figlio sia di Ridge, i due si lasciano definitivamente. 
Ha una relazione travagliata con Bridget che sposa più volte, e con la quale cerca di avere figli.
Riuscirà ad avere un figlio da Taylor, ma, per errore, l'ovulo impiantato risulta essere di Brooke. 
Se ne andrà da Los Angeles con suo figlio.

#### Jack Marone
Il suo nome è Jack Hamilton Marone, il nome Jack Hamilton è stato scelto da Taylor in ricordo del proprio padre, che si chiamava così. Jack Hamilton Marone è il figlio di Dominick Marone, partorito dall'allora sua moglie Taylor Hamilton tramite fecondazione artificiale con una donatrice esterna. Un pasticcio combinato negli archivi dell'ospedale ha fatto sì che a Taylor venissero impiantati gli ovuli fertili di Brooke, cosa che è stata sospettata da Bridget e in seguito da Nick. Appena nato, Jack ha avuto urgente bisogno di un trapianto di midollo osseo dalla sua madre biologica. Brooke ha firmato dei documenti in cui assicura di non pretendere nessun diritto legale nei confronti del bambino per salvare la sua relazione con Ridge Forrester. Per la legge, quindi, Taylor è considerata la madre di Jack e chiede alla sua amica Ashley Abbott di fargli da madrina. Dopo poco tempo, Jack è stato al centro di una battaglia legale tra il padre e la madre legale. Nick, infatti, vorrebbe crescerlo con la sua madre biologica Brooke, che è però fidanzata col di lui fratello Ridge. Nick ottiene la sua piena custodia quando Taylor ricade vittima dell'alcolismo e così decide di occuparsene assieme a Bridget Forrester. Taylor, poi, riottiene la custodia di Jack e il bimbo vive in due case diverse, in custodia divisa tra i genitori. Taylor si fidanza con Rick e dopo mesi la donna decide di affidare Jack alla madre biologica Brooke. Quest'ultima lo affiderà definitivamente a Nick e l'intera famiglia si trasferisce a New York. Per uno scherzo del destino, Jack è biologicamente imparentato con gli ex mariti della sua madre legale (Nick e Ridge), con quello che sarà il nuovo compagno di Taylor, Rick Forrester, e con tutti i suoi fratelli legali cioè Thomas, Steffy e Phoebe (deceduta), in quanto gli vengono comunque cugini, visto che il padre Nick è fratello di Ridge, padre di tutti e tre. Quindi Jack e RJ sono fratelli da parte di madre, mentre da parte di padre sono cugini.

#### Oscar Marone
Nipote di Massino e, pertanto, cugino di Nick e Ridge.

#### Owen Knight
Marito di Jackie e padre di Logan Knight, avuto con Bridget Forrester.

#### Casper Knight
Interpretato sempre da Brandon Beemer e doppiato da Francesco Bulckaen. Casper è il fratello gemello di Owen. Egli si intromette nel matrimonio tra il fratello e Jackie Marone quando, durante un'intervista, dice di aver illuso Jackie (naturalmente tutti credevano si trattasse di Owen). A quel punto Jackie lascia Owen e condivide un appassionato bacio con Whip ma, scoperto l'inganno di Casper, torna fra le braccia di Owen e Casper lascia la città.

#### Logan Knight
1app.: puntata 5895 (nascita): 3 settembre 2010 (USA), 15 luglio 2011 (Italia)
È il figlio di Owen Knight e Bridget Forrester. È stato concepito la notte in cui Bridget, addolorata per la morte del bambino suo e di Nick portato in grembo da Agnes, venne confortata da Owen per poi avere, senza volerlo, un rapporto sessuale con lui. Ora vive a New York con entrambi i genitori, anche se Owen ha scelto di stare con Jackie.

### Warwick

#### James Warwick
Figlio di Damon Warwick e Mary Shepherd, nasce ad Elgin, in Scozia, il 29 giugno 1957. Sua madre morì di parto e per tutta la sua infanzia è accusato dal padre di essere stato il colpevole della morte della donna, inoltre fu vittima di violenze da parte dello zio, ma James credette sempre che il colpevole fosse il padre. Divenne psichiatra; in età adulta non ebbe mai rapporti intimi. Il suo primo rapporto fu con Taylor, allora già moglie di Ridge, a cui chiese di esaudire il suo desiderio di non morire vergine (i due si trovarono intrappolati in montagna durante una tormenta di neve). Tuttavia i due furono salvati e decisero di seppellire per sempre quel segreto. Successivamente, James ebbe a che fare con Sheila, apprendendo dalla sua nemica Lauren il suo passato, e fu imprigionato e torturato proprio da Sheila in una cantina. Si sposò con Maggie, ex cognata di Eric Forrester, ma finì a letto con Sheila, nel frattempo innamoratasi di lui. Sheila rimase incinta; Maggie la invitò a vivere da lei e James, facendole promettere di dare l'affidamento della creatura a lei e a James. Maggie tentò di allontanare Sheila in ogni modo possibile, ma fu costretta a desistere. Una volta nata la piccola Mary, Sheila e James si sposarono e iniziarono a condurre una vita serena. Tuttavia, Sheila, a causa delle macchinazioni di Lauren e Maggie, tornò alla follia e la piccola Mary fu affidata a James, che iniziò un'amicizia con Stephanie. Quando Sheila porto via con la forza la figlia dalle mani di James e Stephanie, lo psichiatra lasciò la città per mettersi alla loro ricerca. Negli anni duemila, venne contattato da Stephanie in quanto la figlia Mary/Erica si trovava a Los Angeles.

#### Mary Warwick
Figlia di James e Sheila, fu portata via da casa Forrester quand'era piccolissima. Fu ribattezzata dalla madre Erica Lovejoy. Adolescente, Erica diventa fan della stilista Amber Moore. Di nascosto dalla madre, si reca a trovare Amber in ospedale dimostrandole la sua ammirazione subito dopo che ha partorito una bambina, nata morta. Quando Sheila va a Los Angeles ed è costretta a nascondersi in incognito, Sheila scopre che la figlia è riuscita a farsi assumere come baby sitter per il piccolo Eric e inizia a sognare per la figlia quel futuro che lei non è riuscita a tenersi stretto. Scopre così che Erica si sta innamorando di Rick e cerca di incoraggiarla in ogni modo. Quando Amber è dipendente dagli psicofarmaci, Erica tenta di avvicinarsi a Rick ma la Moore lo scopre e hanno un violento scontro, durante il quale Erica viene ricoverata in ospedale. Uscita dall'ospedale, si avvicina ancora di più a Rick, tanto che i due si baciano. Erica scopre una foto di Sheila su un album di fotografie della famiglia Forrester e scopre che la madre le ha mentito dicendo di non aver mai conosciuto i Forrester. È ferita quando Rick pensa che Sheila sia una pazza manipolatrice. Per unire Rick a lei, Sheila rapisce Amber e spinge la figlia a farsi mettere incinta da Rick; quando i due sono quasi sul punto di passare la notte insieme, Ridge smaschera la ragazza e insieme a Rick ed Amber, nel frattempo liberata da Stephanie e Massimo, la cacciano da villa Forrester. Si reca quindi a trovare la madre in carcere, dopo che questa ha sparato a Brooke e Taylor, e le dice di non volerla più vedere. Così Erica esce di scena.

### Moore

#### Tawny Moore
Interpretata da Andrea Evans e doppiata da Melina Martello ed in seguito da Cristiana Lionello.
Tawny Moore è la madre di Amber. Appare per la prima volta alla fine degli anni novanta: Amber, ventenne, passa a trovarla per dirle di essere incinta, ma Tawny dapprima reagisce male, a causa delle pessime condizioni economiche e perché anche lei rimase incinta di Amber (ed April) molto presto, ma quando viene a sapere che il padre del bambino è Rick Forrester, tira un sospiro di sollievo. Amber si rifugia dalla madre perché non sa se il padre del bambino è Rick o il musicista di colore Raymond, con cui ha passato una notte. Il parto ha inizio, si scopre che il bambino è di Rick ma muore subito dopo la nascita. Tawny convince allora Amber a far passare per figlio suo e di Rick quello della cugina Becky, intenzionata a darlo in adozione. Le due donne quindi ingannano i Forrester per circa un anno, finché Amber confessa tutta la verità e decide di chiudere i rapporti con la madre. Più di 10 anni dopo, Tawny passa a trovare Amber e scopre che la figlia potrebbe essere incinta di Oliver Jones, con cui ha passato una notte, allora cerca di convincere Amber a dire che il figlio che aspetta è di Liam Spencer così da potersi arricchire entrambe. La donna quindi corrompe il tecnico di laboratorio incaricato di eseguire il test di paternità. Il piano riesce ma al momento del parto Amber si rende conto che il padre di sua figlia Rosey è Marcus, con grande disappunto di Tawny che, consapevole che la nipote è una Forrester, esce di scena.

#### Amber Moore
Interpretata da Adrienne Frantz (1997-2005, 2010-2012) e doppiata da Ilaria Stagni e da Monica Ward. Ambrosia "Amber" Moore è una ragazza di 17 anni originaria di Furnace Creek con una brutta situazione familiare: non ha mai conosciuto suo padre, mentre la madre Tawny si è sempre disinteressata di lei, a volte facendoglielo addirittura capire; quando Tawny rimase incinta di due gemelle (Amber ed April), diede in adozione le bambine, ma la famiglia di Amber all'ultimo momento si tirò indietro e la piccola venne restituita alla madre.
Amber entra in scena quando Sheila Carter, latitante, si stabilisce a Furnace Creek, un piccolo villaggio nel deserto californiano. La Moore, ragazzina dalla voce magica e dal talento nel design, sogna un futuro migliore rispetto al suo presente precario e al passato problematico, trascorso con una madre ben poco responsabile. Coinvolta, inconsapevolmente, nella rete di follia e bugie di Sheila, finirà a Los Angeles per fare da babysitter a Mary Warwick, la bambina che la stessa Sheila ha avuto da James, e che lo psichiatra sta però allevando con la compagna Maggie Forrester. Gli eventi porteranno Amber a fare da eroina della situazione quando salverà Stephanie Forrester dal tentativo di avvelenamento ordito dalla Carter. Sebbene la matriarca sia salva, Sheila fugge con Mary. Dopo la scomparsa di Sheila, Amber diviene la babysitter dei giovani figli di Brooke, Bridget e Rick Forrester, e con quest'ultimo inizierà ben presto una relazione e del quale rimane incinta. Per questa ragione, Rick decide di sposare la ragazza, nonostante Brooke fosse fortemente contraria. Amber però partorisce un bambino nato morto ed allora, sotto pressione della madre Tawny, decide di scambiare il figlio della cugina Becky e di Deacon Sharpe facendolo passare per il piccolo Eric Forrester III, in modo da poter restare sposata con Rick e non darla vinta a Brooke. I Forrester però ben presto scoprono l'inganno e Rick divorzia da Amber. Dopo poco tempo però, Rick decide di perdonare Amber e i due si risposano. Tempo dopo, Deacon Sharpe e la nuova moglie Macy Alexander Forrester fanno causa ai Forrester per l'affido di Eric III, vincendo la causa. Così Amber rapisce il bambino e scappa, ma viene ben presto rintracciata e il che si traduce in Rick che divorzia definitivamente da lei. Ormai sola e abbandonata da tutti, Amber, promettendo di migliorare se stessa, lascia la città e si trasferisce a Genoa City. Amber ritorna in città nel 2010, e rimane subito incinta, dando alla luce Rosie, che inizialmente fa passare come figlia di Liam Spencer. Sarà Bill jr a smascherare l'inganno ed a rivelare che il vero padre della bambina è Marcus Barber Forrester. In seguito si riavvicina all'ex marito Rick, con il quale ritrova un'intesa sia sentimentale che professionale, infatti i due iniziano a progettare una nuova linea per la Forrester. Ma quando Brooke assume Caroline Spencer jr alla Forrester Creations per agire come nuova designer, Amber inizia a minacciare la ragazza ed Hope Logan, che nel frattempo aveva legato molto con Rick. Quando Caroline affronta Hope riguardo alle minacce, Hope attacca Amber, accusandola di aver manipolato Caroline per ottenere ciò che voleva. Amber poi confessa anche di aver somministrato a Hope droghe illegali, il che a sua volta pone fine alla sua relazione con Rick. Amber esce quindi definitivamente di scena.

#### April Knight Moore
Interpretata da Adrienne Frantz e doppiata da Ilaria Stagni. Appare brevemente nei primi anni 2000. April è la sorella gemella di Amber; questa non sapeva di avere una gemella, in quanto la madre Tawny aveva intenzione di dare entrambe in adozione; mentre la famiglia di April prese la bambina, quella di Amber si tirò indietro e Tawny decise allora di crescere Amber, non rivelandole l'esistenza della gemella. April sogna di diventare una cantante; salvò Amber da uno scandalo che la vedeva protagonista di un video hard, rivelando che quella ritratta nel video era lei. Per un breve periodo Deacon Sharpe fu il suo manager e con lui ebbe anche un breve flirt, scatenando la gelosia della gemella, a causa di ciò April decise di lasciare l'uomo e di licenziarlo come manager, ed in seguito, una volta ottenuto un contratto discografico, andrà a vivere a New York; il personaggio è così scomparso senza essere più nominato né dalla madre né dalla sorella.

#### Rebecca "Becky” Moore
Interpretata da Marissa Tait e doppiata da Franca D'Amato. Rebecca, detta Becky era la cugina di Amber, moglie di C.J. Garrison, nonché vera madre di Eric Forrester III/Deacon "D.J." Sharpe Jr. Il bambino fu frutto di una notte di sesso con Deacon Sharpe, il quale aveva fatto credere alla ragazza di essere innamorato di lei (per poi abbandonarla dopo aver scoperto che era incinta). Di famiglia povera, la ragazza viene convinta dalla zia Tawny ad affidare il bambino alla cugina Amber (da poco sposata con Rick Forrester) in quanto in grado di garantire al figlio una vita migliore; la ragazza, in quel momento fragile e vulnerabile e non in grado di prendersi cura del bambino accetta la proposta della zia ed Amber (che aveva appena abortito il bambino che aspettava realmente da Rick) spaccia il bambino di Becky per figlio suo e di Rick; tempo dopo però Becky ripresasi e fidanzatasi con C.J. Garrison reclama alla cugina il suo bambino entrando in guerra con Amber e Tawny per l'affido del piccolo. Scoperta dai Forrester la verità, Amber si arrende e ridà alla cugina il figlio; al settimo cielo Becky sposa C.J. intendendo formare una famiglia con lui ed il figlio; ma in seguito Becky si ammala e poco tempo dopo muore. In un video registrato prima di morire, la donna affida il figlio ad Amber pregandola di stare accanto a C.J. e di crescere suo figlio assieme a lui; per un po' di tempo Amber esaudirà le volontà della cugina defunta ma poi tornerà assieme a Rick crescendolo assieme a lui con il nome di Eric III.

#### Joe, Tilly e Dale Moore
Padre, madre e sorella di Becky Moore, sono apparsi in qualche scena nel periodo in cui Becky non sapeva se tornare a riprendersi il figlio Eric da Amber. Joe e Tilly fanno ancora delle brevi apparizioni durante i preparativi del matrimonio di Becky e C.J. che finiscono per accettare quando Amber rivela loro che Becky è fin di vita, e quando Rick si reca da loro per chiedere informazioni su Deacon Sharpe, mentre di Dale si perdono le tracce, non venendo più nominata.

### Jones

#### Whip Jones III

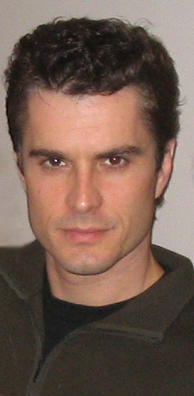
Rick Hearst

Interpretato da Rick Hearst e doppiato da Francesco Prando. Whip entra nella soap come dipendente della Forrester Creations. Il suo personaggio acquista un certo rilievo quando ha inizio la sua relazione con Brooke Logan. Il personaggio è entrato nella soap nel 2002, per poi tornare dal 2009 al 2011. Whip entra in scena quando viene a sapere che Brooke ha avuto una relazione con Deacon, allora marito di Bridget, figlia di Brooke, e ne è rimasta incinta. In occasione di una conferenza stampa, Stephanie rivela a tutti i presenti che Brooke è incinta e comincia a farle pressioni affinché riveli chi è il padre e Whip annuncia di essere lui. I due decidono così di portare avanti questa finta relazione, sebbene Brooke non desideri sposare Whip. Quando poi Stephanie viene a sapere che il bambino che Brooke aspetta è di Deacon le impone categoricamente di mantenere il segreto per non distruggere Bridget e di sposare Whip, per il bene di sua figlia.
Brooke e Whip convolano a nozze ma il matrimonio, che non viene consumato, viene annullato poco tempo dopo, quando la verità viene a galla. Diversi anni più tardi, Whip Jones fa ritorno a Los Angeles e viene assunto da Nick, Jackie e Stephanie come Pr della Jackie M Designs. Whip si mostra immediatamente pieno di idee brillanti che, combinate con i modelli di Bridget, e con l'esperienza di Nick, Jackie e Stephanie, portano la società al successo, evitandone la bancarotta. Il primo incarico che Stephanie gli affida è tenere Brooke lontana da Ridge. Whip si reca a casa di Brooke e riesce a baciarla: tuttavia l'uomo capisce che Brooke è ancora innamorata di Ridge. Successivamente comincia a mostrare un interesse nei confronti di Jackie. In seguito Whip, desideroso di trovare l'amore, inizia ad uscire con una donna conosciuta su internet: l'uomo scopre che si tratta di Taylor, la quale era stata spinta dalla figlia Steffy a ritrovare l'amore. Taylor all'inizio è titubante su questa loro storia, ma alla fine Whip riesce a conquistarla: i due iniziano una relazione. Più avanti i due si sposano, ma il loro matrimonio crolla per via dei sentimenti che Taylor prova ancora per Ridge. Infatti, una sera mentre i due fanno l'amore, Taylor chiama il marito Ridge. Whip quindi la lascia e le concede il divorzio.

#### Agnes Jones
Cugina di Whip e sorella di Oliver. È stata scelta come madre surrogata per il figlio di Bridget e Nick, ma perde il bambino.

#### Oliver Jones

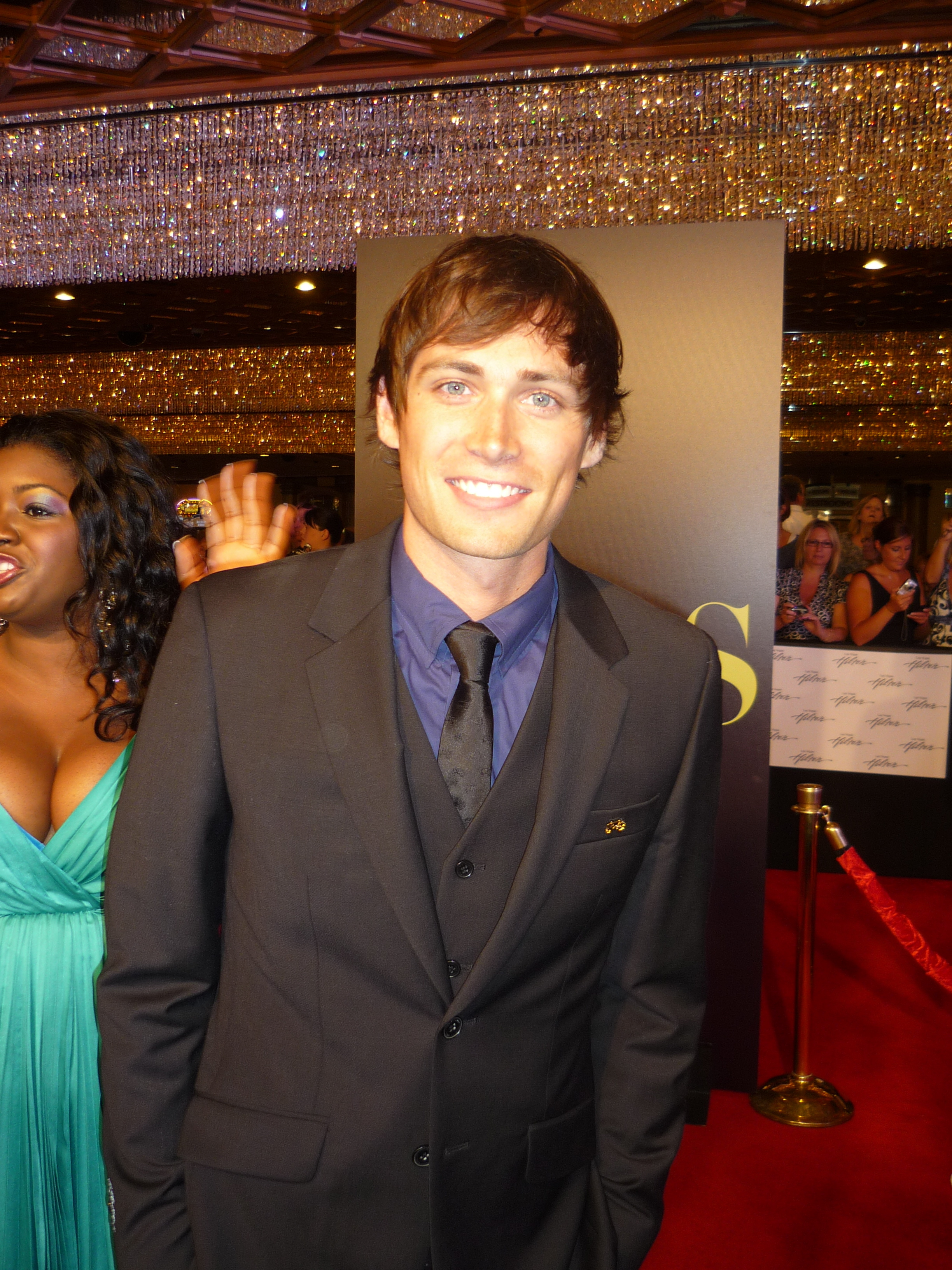
Zack Conroy nel 2010

Interpretato da Zack Conroy e doppiato da Andrea Mete. Puntate 5735 – 7128
Oliver è il fratello di Agnes Jones e cugino di Whip Jones III e arriva a Los Angeles per cercare un lavoro e per stare con la sorella. Viene assunto come fotografo alla Forrester Creations e la prima persona con cui instaura un forte legame è Hope Logan, ma anche Steffy Forrester è interessata a lui. Steffy, ritenendo che Hope non sia ancora matura come lei per stare con Oliver, tenta invano di sedurre il ragazzo. In segno del loro amore, Oliver regala ad Hope un ciondolo. Durante la festa di diploma di Hope, Oliver e Brooke hanno un rapporto fisico credendoli rispettivamente Ridge e Hope. Quella sera, infatti, la festa prevedeva che tutti avessero la maschera e Hope decide di vestirsi come la madre e così anche Oliver decide di vestirsi come Ridge. Durante la festa Marcus dà a Brooke il ciondolo di Hope che la giovane ha perso poco prima. Non avendo le tasche, Brooke indossa la collana così quando Oliver la vede la scambia per Hope. Oliver inizia ad abbracciare quella che crede Hope e Brooke quello che crede Ridge. Poi Brooke sussurra all'orecchio di Oliver/Ridge la frase "sono pronta!" (frase che Hope aveva detto ad Oliver che avrebbe detto quando sarebbe stata pronta ad avere un rapporto sessuale con lui). Così i due fanno l'amore sul patio senza mai togliersi la maschera e con sottofondo musicale "Posey Posey". Pochi giorni dopo Brooke scopre la cosa e ne parla con Oliver. I due decidono di mantenere il segreto, ma Steffy lo scopre e li ricatta: se non vogliono che la cosa si sappia, Brooke dovrà lasciare la Forrester Creations e Oliver dovrà convincere Hope ad andare a Boston. Inizialmente Brooke e Oliver accettano, ma poi Brooke decide di confessare tutto a Ridge che la perdona. Ridge chiede a Steffy di mantenere il segreto di Brooke e Oliver e le chiede di fare un video tributo per Brooke. Steffy accetta, ma il video viene manipolato da Justin Barber e Liam Spencer che hanno registrato il discorso tra Steffy e Ridge e lo scandalo scoppia. Hope, dopo aver scoperto la verità, non riesce a perdonare Oliver e, nonostante gli dia un'altra possibilità, alla fine la ragazza lo lascia. Oliver però giura eterno amore alla ragazza e le dice che la riconquisterà, anche se non ci riuscirà mai.
Oliver inizia un breve flirt con Maya Avant e la bacia, ma la donna si ritrae perché è fidanzata con Carter Walton.
Tempo dopo, Oliver conosce Alexandria Forrester e, quando Oliver rischia di essere licenziato da Ridge, inizia una relazione con lei, usandola solo per mantenere il suo lavoro alla Forrester Creations. Oliver invita la ragazza Al Bikini Bar dove Aly ordina un tè verde caldo che Oliver versa, accidentalmente, sulla mano di Aly, quindi la asciuga e poi le bacia la mano. Aly, tornata a casa, viene raggiunta da Oliver, il quale le restituisce gli occhiali che aveva dimenticato al Bikini. La ragazza, che non ha mai fatto entrare nessun ragazzo in camera sua, ammette di non essere mai stata fidanzata e a quel punto Oliver la bacia e la ragazza è al settimo cielo. Maya scopre il piano di Oliver ai danni di Aly e, tramite una confessione, lo registra segretamente con il suo telefono. Dopo alcuni mesi, i sentimenti di Oliver verso Aly sono diventati molto sinceri e i due hanno molte esperienze e grazie ad Oliver, Aly riesce a perdonare Taylor per la morte di Darla, madre di Aly. I due vivono nuove avventure fino a che Maya, gelosa che sia Oliver che Caroline stiano con dei Forrester, rivela a Rick e Caroline che Oliver sta usando Aly e fa sentire pure la registrazione fatta mesi prima. Rick affronta Oliver e l'uomo ammette che voleva usare Aly per mantenere il lavoro, ma poi si è veramente innamorato di lei. Preoccupato di perdere Aly, Oliver le confessa la verità e, in un primo momento, lei lo lascia. Alla fine i due tornano insieme perché capiscono di amarsi veramente. La relazione tra i due finisce quando lei muore a causa di Steffy, per legittima difesa. Successivamente Oliver lascia la Forrester e parte per l'Europa, uscendo così di scena.

### Ramirez/Kelly

#### Hector Ramirez
Interpretato da Lorenzo Lamas e doppiato da Luca Ward. Hector è un pompiere che vive con la figlia Caitlin e il figlio adottivo Jimmy, salvato da un incendio in cui persero la vita i suoi genitori. Appena scopre che Caitlin frequenta Thomas, allontana bruscamente la figlia dal ragazzo, sostenendo che i Forrester siano solo arroganti e snob. Poco tempo dopo, rivede Samantha Kelly, con cui ha avuto una storia d'amore finita burrascosamente quando quest'ultima ha abbandonato Caitlin. In realtà Priscilla, la madre di Samantha, per allontanare la figlia da Hector, le aveva fatto credere che la bambina fosse nata morta, e l'ha affidata alle cure di Hector, trasferendosi poi a New York. Il primo incontro tra Hector e Samantha è carico di tensione. Successivamente, la verità verrà a galla e Samantha ed Hector si riconciliano e progettano di sposarsi. Samantha, nel frattempo, riallaccia i rapporti con la madre, ma Hector non è contento e la famiglia si spacca nuovamente: Samantha e Caitlin si trasferiscono a New York, mentre Hector rimane a Los Angeles. Approfondisce, così, il suo rapporto d'amicizia con Taylor e finisce per innamorarsene. Tuttavia, Taylor è in crisi con Ridge e accetta un bacio da Hector. Brooke li scopre e Taylor decide di confessare a Ridge sia che stava per cedere alla corte di Hector, sia che anni prima, credendo di morire, aveva esaudito il desiderio di James Warwick di non morire vergine. Le confessioni provocano una rottura definitiva nel rapporto tra Ridge e Taylor e la donna inizierà a bere. Hector le sta vicino, finché qualche mese dopo, per non perderla, la convince a non rivelare a nessuno che è lei la responsabile della morte della cognata Darla. Taylor è del parere opposto e vorrebbe confessare tutto, ma Hector la rapisce e la conduce in un casolare dove la incatena. Taylor, nel tentativo di liberarsi, colpisce Hector che cade distruggendo una lampada e battendo la testa. Si sviluppa un incendio ma fortunatamente Stephanie riesce ad impedire il peggio. Hector, in seguito alla caduta, perde definitivamente la vista e viene ospitato a casa di Taylor, che non ha ancora confessato di essere la responsabile della morte di Darla davanti al magistrato e a Thorne, di cui si sta innamorando. Quando Thorne e Taylor si fidanzano, Hector esce definitivamente di scena.
- Sydney Penny - Samantha Kelly (doppiata da Franca D'Amato)

Samantha da bambina era la vicina di casa dei Forrester, ed era grande amica di tutti i figli di Stephanie ed Eric, incluso Ridge, pur essendo di molto più giovane. Da adolescente conobbe Hector e se ne innamorò; tuttavia i suoi genitori, in particolare la madre Priscilla, disapprovavano la loro relazione. Quando Samantha, appena adolescente, rimase incinta, Priscilla, per allontanarla definitivamente da Hector, decise per il trasferimento a New York. Così salutò per sempre i Forrester, che rimasero all'oscuro della gravidanza della ragazza. Anni dopo, Samantha, diventata arredatrice d'interni, passa a trovare Stephanie; contenta di vederla e vedendo che Ridge è depresso perché Brooke sta frequentando Nick, cerca di spingerla tra le braccia del figlio. Ridge torna con Brooke, ma Samantha rimane affascinata dall'amico e mesi dopo tenta di sedurlo quando lascia Brooke, convinto che il figlio che sta aspettando Brooke sia di Nick. Ridge rifiuta le sue avances, perché non è ancora pronto per una nuova storia. Samantha allora si rifugia nella stanza di Thomas, ancora adolescente; il ragazzo prova a baciarla, ma Samantha rifiuta decisamente. In seguito, Eric trova il cagnolino di Samantha morto; quando avvisa la Kelly, la donna ha una forte crisi, e si chiude in sé stessa per giorni, tanto che i Forrester decidono di chiamare la madre Priscilla per tentare di risollevarla. La donna si comporta da snob, con grande fastidio di Samantha, che nonostante il parere contrario della madre, decide di raccontare la verità: lei ha lasciato Los Angeles perché incinta, la sua bambina è nata morta e per risollevarsi dal dolore, aveva preso un cane; ora la sua perdita ha fatto riemergere il dolore per quel bambino nato morto. In seguito, la donna e Hector si vedono e il loro incontro è carico di tensione. Samantha inoltre conosce Caitlin: quando Priscilla scopre che Samantha ha visto sia Hector che Caitlin, va dal pompiere e intima a lui e a sua figlia di stare lontani da Samantha; Hector le rinfaccia di non sapere neanche come sia fatta fisicamente e caratterialmente la figlia di Samantha, ma a Priscilla non importa: devono stare lontani da lei! Hector capisce che Priscilla ha raccontato a Samantha che la figlia era nata morta, e cerca la donna, che si sta legando sempre più a Caitlin, per dirglielo. Quando Samantha lo viene a sapere, chiude i rapporti con la madre e si riconcilia con Hector. I due progettano di sposarsi, finché Samantha riallaccia i rapporti con la madre; questo porta alla crisi con Hector, che dopo un po' porta Samantha ad allontanarsi da Los Angeles insieme a Caitlin.
- Kayla Ewell - Caitlin Ross/Caitlin Ramirez (doppiata da Valentina Mari)

Caitlin è il primo personaggio della sua famiglia ad entrare in scena. È un'adolescente che vive col padre Hector e col fratello adottivo Jimmy, e crede che la madre sia morta nel darla alla luce. Thomas la incontra e si innamora di lei, ma quando Hector scopre che il ragazzo è un Forrester, allontana bruscamente la figlia da lui. In seguito, Caitlin conosce Samantha, le due si legano molto in quanto la prima sente molto la mancanza di una madre, e la seconda le dice che ha perso la figlia appena nata. Hector in seguito informa Samantha che sua figlia non è morta e che è Caitlin. Grande è la gioia di entrambe, che finalmente possono stare insieme come una vera famiglia. Al matrimonio di Thorne, Rick e Caitlin s'incontrano e s'innamorano, con grande disappunto di Amber e Thomas, che speravano di avere ancora delle chance coi due. Amber e Thomas iniziano una relazione. Hector viene a sapere da Thomas della relazione tra sua figlia e Rick. Dopo varie discussioni, decide di accettare la storia tra i due. La relazione termina quando Rick decide di partire per lavoro. Caitlin e Thomas sono rimasti amici, ma la ragazza si accorge di provare qualcosa di più. Thomas lascia Amber dopo aver scoperto che ha rischiato di distruggere il matrimonio tra suo padre e Brooke, imprigionando Ridge e Bridget in una buca in montagna e riprendendo con la videocamera un bacio scambiato tra loro in un momento di disperazione. Caitlin e Thomas iniziano quindi una relazione, ma non durerà molto, perché Thomas presto s'innamorerà di Gabriella, figlia della defunta governante di casa Forrester. Caitlin passa in secondo piano, per poi trasferirsi con la madre a New York.
- Mario López - Christian Ramirez

Christian è il fratello di Hector, è un medico che si prese cura di Felicia dopo che Stephanie le donò una parte del suo fegato, per tentare di salvarla. Ebbe un breve flirt con lei, ma Felicia all'epoca era più presa da Dante.
- Chris Warren - Jimmy Ramirez (doppiato da Simone Crisari)

Figlio adottivo di Hector, salvato da quest'ultimo da un incendio che uccise tutta la sua famiglia, decise di prendersi cura di lui. Il ragazzo appare solo in poche scene.
- Linda Gray - Priscilla Kelly (doppiata da Serena Spaziani)

Madre di Samantha, divorziata da Preston, quando la figlia era adolescente disapprovava la relazione tra lei ed Hector, tanto che, quando rimase incinta di Caitlin, fece credere alla figlia che la sua bambina era morta durante il parto, e fece credere a Hector che Samantha non voleva la bambina e l'affidava a lui. Entra in scena per consolare la figlia per la morte del suo cagnolino; tuttavia madre e figlia hanno rapporti conflittuali, finché Samantha non scopre la verità e chiude i rapporti con la madre. Priscilla riappare mesi dopo, pentita per tutto quello che ha fatto passare alla sua famiglia, ma Hector le butta una torta in faccia. Il rapporto tra Samantha ed Hector da questo momento entra in crisi, finché non si lasciano.

### Cortez
- Lilly Melgar - Claudia Cortez
- George Alvarez - Enrique Cortez
- Yvonne Còll - Alicia Cortez

### Barber

#### Justin Barber
1app. in: puntata 5648, 14 settembre 2009 (USA), 7 luglio 2010 (Italia)
Interpretato da Aaron D. Spears e doppiato da Franco Mannella.
Justin è il vicepresidente esecutivo delle pubblicazioni della Spencer, nonché spalla destra di Bill Spencer Jr. ed è stato convocato proprio da lui a Los Angeles per aiutarlo a combattere le difficoltà con la Forrester Creations. Arrivato in città, Justin rimane scioccato quando rincontra Donna Logan, con la quale aveva condiviso una breve storia al liceo ma poi lei era scomparsa misteriosamente dalla sua vita. La sera stessa in cui i due si sono rivisti, Donna confida a Katie che Justin è il padre di Marcus. Quando Justin scopre via internet che Donna ha appena ritrovato suo figlio Marcus, dopo averlo dato in adozione all'età di 16 anni, si domanda se possa essere lui il padre e così decide di mettere alle strette Donna la quale, quindi, confessa a Justin e Marcus che sono rispettivamente padre e figlio. Tutto ciò mentre Eric, marito di Donna, decide di adottare Marcus. Tra Justin e Marcus si crea un ottimo rapporto padre-figlio e Justin confessa a Bill di provare ancora qualcosa per Donna. In un evidente tentativo di avvicinarsi a lei, Justin le propone di condurre "The Catwolk", un talk show sulla moda prodotto da lui stesso. Quando Donna lascia Eric, Justin le rivela i suoi sentimenti ma Donna gli dice che non si sente ancora pronta per una nuova storia. Justin sconvolge Bill quando manomette un video tributo di Steffy per Brooke e tutti scoprono che quest'ultima ha fatto sesso con il ragazzo di sua figlia. Dopo mesi sofferenti, Donna riesce a sorridere grazie a Justin. I due parlano della loro storia, di Marcus e di quanto siano fortunati ad essersi ritrovati dopo tanti anni e così decidono di riprovare a stare insieme. Dopo poco tempo si sposano, con grande felicità di Marcus per aver ritrovato la sua famiglia, ma il loro matrimonio dura poco perché capiscono di sentirsi più amici che marito e moglie. Justin si ritrova poi coinvolto nei piani di Bill per cercare di separare Hope e Liam.
Durante il periodo in cui Bill e Liam finiscono in prigione per la morte di Vinnie, Justin tradisce il suo migliore amico cercando di rubare la Spencer Pubblication. Una volta, però, che Bill esce dalla prigione, si vendica di Justin e lo licenzia.

#### Marcus Barber Forrester
Apparso per la prima volta il 14 maggio 2008, Marcus è stato adottato dai Walton, ed è figlio biologico di Donna Logan e Justin Barber. Ha avuto una breve relazione con Steffy Forrester e ha avuto un figlio con Amber Moore nel 2011. 
Marcus arriva a Los Angeles in concomitanza del funerale di Storm Logan, iniziando a lavorare per la Forrester. Si scoprirà essere il figlio di Donna, perciò viene adottato da Eric durante il matrimonio con la Logan. Marcus afferma che i suoi genitori adottivi, i Walton, sono sempre stati gentili con lui, ma che non ha mai provato legami verso la famiglia, per questo loro decidono di rinunciare ai loro diritti di famiglia, lasciando tutto ad Eric. Successivamente Eric assegna a Marcus un posto alla Forrester Creations nel reparto spedizioni, lavorando con Steffy, la nipote di Eric. Steffy e Marcus entrano subito in sintonia e iniziano a frequentarsi. Donna avverte Marcus di essere cauto con Steffy. La zia di Steffy, Pam, essendo mentalmente instabile, convince la nipote a spiare Marcus, convinta che ci sia qualcosa che non gli abbia confessato, scoprendo in seguito che il ragazzo è figlio di Donna, arrabbiandosi con lui per non averglielo detto. A seguito degli eventi, Marcus diventa capo delle spedizioni, diventando automaticamente anche capo di Steffy, cosa che fa complicare il rapporto, complice anche il licenziamento di tutta la famiglia di Steffy. Nonostante ciò, il ragazzo è ancora innamorato della giovane Forrester, ma Ridge gli intima di stare lontano da sua figlia; così, Marcus cerca di rompere con lei, ma una sera, al bar Bikini, i due finiscono per baciarsi. In seguito, si ricorda che Eric aveva ricevuto in dono una bottiglia di gin da Owen, cosa che fa scattare in lui dei dubbi. Difatti, scopre che dentro il gin era presente del veleno, messo da Pam. Dopo tale azione, anche Ridge si ricrede sul ragazzo, che viene accettato in famiglia. Tuttavia, Marcus diventa una vittima accidentale di Pam, quando lei gli ordina di ritirare una spedizione, venendo attaccato da un cobra gigante, in realtà destinato a sua madre. Dopo essersi ripreso, Marcus continua la sua relazione con Steffy, ma che si rivelerà essere di breve durata, in quanto lei lo lascia per via dei sentimenti che prova per Rick. Qualche tempo dopo conosce Dayzee Leigh, una ragazza che lavora con i senzatetto. La relazione sembra funzionare, fino a quando Dayzee si innamora di Thomas Forrester. Anche questa relazione non dura e Dayzee si ricongiunge con Marcus. Durante la pausa con Dayzee, diventa coinquilino di Amber. Amber Moore dà alla luce una bambina. Quando un test del DNA rivela che il bambino che Amber porta in grembo è di Marcus, e non di Liam Spencer, si scopre che Marcus ha trascorso una notte con Amber; i due chiamano la figlia Ambrosia Barber, soprannominata Rosie. Amber tenta più volte di iniziare una relazione con Marcus, che però si è già riconciliato con Dayzee. Alla fine Amber rinuncia a Marcus e offre il suo completo sostegno alla loro relazione. Marcus e Dayzee si fidanzano e si sposano poco dopo. La loro felicità dura poco, perché Marcus viene accusato di aver investito il suo amico Anthony. Tuttavia, grazie all'aiuto di Caroline Spencer jr. e del suo fidanzato di allora, Thomas Forrester, Marcus viene assolto dall'accusa. In seguito, lui, Dayzee e la piccola Rosie, partono per un viaggio d'affari in Sudafrica, uscendo di scena.

#### Dayzee Leigh Barber Forrester
Interpretata da Kristolyn Lloyd, il personaggio è stato introdotto il 7 ottobre 2010. La Lloyd ha interpretato il personaggio in modo ricorrente fino a quando non è stata promossa a contratto ed è diventata una series regular. Inizialmente Dayzee era una giovane donna povera, che lavorava e viveva per le strade di Skid Row, a Los Angeles. Ben presto strinse un'amicizia con la matriarca dello show, Stephanie Forrester, a cui all'epoca era stato diagnosticato un cancro ai polmoni. Dayzee le diede l'incentivo necessario per sottoporsi alle cure, che le salvarono la vita. Bell è stato molto coinvolto nella creazione del personaggio e della trama di Skid Row, e Lloyd ne aveva una conoscenza di base grazie alle sue attività di beneficenza a Los Angeles e all'estero. 
Dayzee ha vissuto a Los Angeles per tutta la vita, pur non avendo vissuto il lato ricco e sfarzoso della famiglia Forrester. La madre di Dayzee ha sofferto di tossicodipendenza e ha praticamente vissuto in riabilitazione, morendo qualche anno prima. Dayzee ha avuto un'infanzia e un'adolescenza estremamente difficili. Ha vissuto per molto tempo senza una buona alimentazione, mentre viveva per strada.
Dayzee è entrata in scena quando ha trovato la costosa sciarpa di Stephanie, volatale via durante una camminata per le vie della città, ma si è rifiutata di restituirla. Stephanie si arrabbia e la ragazza la minaccia di farle del male con un vetro di bottiglia. Dopo essersi calmata, Stephanie si accorge che la sciarpa serviva per scaldare un neonato in una baraccopoli per senzatetto: Dayzee si stava occupando temporaneamente del neonato, in quanto la madre era in riabilitazione. Sebbene all'inizio fosse amareggiata, iniziò a raccontare a Stephanie della vita dall'altra parte di Los Angeles. Stephanie fu profondamente toccata e condivise con Dayzee la notizia del suo cancro ai polmoni; diventando amiche, Dayzee incoraggia Stephanie a farsi curare. La matriarca Forrester, ispirata a fare qualcosa nella sua vita per combattere la povertà, decide di lottare contro il cancro, riuscendo a gurarire qualche tempo dopo. In seguito dà a Dayzee la casa in piscina nella proprietà dei Forrester per vivere. Con il sostegno finanziario dei Forrester, iniziò a difendere le persone che ancora soffrivano nel quartiere degli sbandati, diventando apprendista presso la Union Rescue Mission di Skid Row e donando ingenti somme di denaro. Anche Stephanie si impegnò a fondo nei progetti umanitari di Dayzee. In seguito, Stephanie acquista l'Insomnia da C.J. Garrison e la regala a Dayzee come gesto di amicizia. Dayzee inaugura il negozio in grande stile e assume diversi senzatetto dalla strada per lavorare per lei. Allo stesso tempo, sviluppa una storia d'amore con Thomas, il nipote di Stephanie, scatenando le ire della sorella Steffy, a cui non piaceva per via delle sue origini. La relazione finisce dopo che lui ha partecipato al piano di Stephanie per far rompere il rapporto tra Ridge e Brooke, in modo da far riunire Ridge con Taylor. Disgustata, la ragazza lascia Thomas. Inizia a frequentare Marcus, il figlio adottivo dei Forrester. Tutto sembra andare per il meglio, fino a quando non si viene a sapere che Amber aspetta un figlio proprio da Marcus, in seguito a una notte d'amore. Amber cerca per diverso tempo di far rompere Dayzee e Marcus, ma non riuscendovi, decide di arrendersi. Marcus chiese a Dayzee di sposarlo e i due si sposano qualche mese dopo. Felice con Marcus, Dayzee si concentra sulla sua caffetteria e assume un'aspirante attrice di nome Maya, affittandole l'appartamento sopra la caffetteria. Rick, che inizia a fare volontariato lì, incontra Maya e sente un forte legame verso Maya. Dayzee, preoccupata per Maya, e Caroline Spencer jr., la ragazza di Rick, cercano di tenere lontani i due, ma senza successo. Dayzee, nel frattempo, inizia a infastidirsi con Caroline a causa delle sue continue lamentele su Rick e Maya. Dopo aver aiutato Maya a conquistare Rick, le lascia il locale, trasferendosi con Marcus in Sudafrica, uscendo così di scena.

#### Ambrosia "Rosie" Barber
1app. in: puntata 6093 (nascita), 20 giugno 2011 (USA), 26 marzo 2012 (Italia)
Interpretata da Tigerlily e Ginger Siler. Rosie è la figlia di Marcus e Amber. La sua paternità è stata incerta fino al momento della sua nascita: Amber infatti, per potersi arricchire, aveva raccontato che il padre era Liam anche se c'era una grande possibilità che fosse di Oliver. Dopo il parto, si è scoperto invece che il padre era Marcus, che è nero come la figlia con il quale Amber era andata a letto un paio di volte. Rosie è stata affidata alle cure di Marcus e sua moglie Dayzee.

#### Emma Barber
Interpretata da Nia Sioux. Emma è la nipote di Justin e arriva a Los Angeles per iniziare uno stage alla Forrester Creations. Inizialmente la ragazza tiene nascosto il suo legame di parentela con Justin in quanto suo zio è il braccio destro di Bill Spencer, acerrimo nemico dei Forrester, e teme che questo possa compromettere il suo stage. Emma stringe amicizia con lo stagista Alexander Avant e tra i due inizia una relazione, che viene osteggiata sia da Maya, perché non si fida di Emma in quanto nipote di Justin, e da Zoe, ex fidanzata di Alexander, ancora innamorata di lui. Inizia così una competizione tra Emma e Zoe per il cuore di Alexander e alla fine Emma decide di lasciarlo quando capisce che il ragazzo è ancora innamorato di Zoe. Successivamente Emma verrà a sapere che la figlia di Hope e Liam Spencer, Beth, è ancora viva e si recherà subito dalla Logan per dirle la verità, ma la sua auto viene mandata fuori strada da Thomas che, disposto a tutto pur di non far sapere la verità, osserva Emma morire senza soccorrerla.

### Avant

#### Julius Avant
Interpretato da Obba Babatundé e doppiato da Gino La Monica. Julius è il padre di Maya, Nicole e Sasha.

#### Vivienne Avant
Interpretata da Anna Maria Horsford e doppiata da Antonella Giannini. Vivienne è la madre di Maya e Nicole.

#### Maya Avant
Transessuale, è la primogenita di Julius e Vivienne oltre che sorella di Nicole e sorellastra di Sasha.

#### Nicole Avant
Sorella di Maya e Sasha ed ex moglie di Zende.

#### Sasha Avant
Interpretata da Felisha Cooper e doppiata da Chiara Gioncardi. Sasha è la migliore amica di infanzia di Nicole. Si scopre poi essere in realtà la sorella di Maya e Nicole, figlia segreta di Julius. Tenta di sedurre inutilmente il fidanzato della sorella Nicole, ovvero Zende, con il quale lavora alla Forrester come modella e lui come fotografo: per questo Nicole la fa licenziare da Rick, ma poi, pentita, la fa riassumere, credendo di potersi fidare di lei. Dopo che Zende ha lasciato Nicole perché non accetta più che lei faccia da madre surrogata, Sasha intreccia una relazione con il giovane.

#### Alexander Avant
Interpretato da Adain Bradley e doppiato da Emanuele Ruzza. Alexander è il nipote di Julius e cugino di Maya, Nicole e Sasha. Alexander arriva a Los Angeles per iniziare uno stage alla Forrester Creations e stringe amicizia con la stagista Emma Barber. Tra i due nasce una relazione, che viene messa in crisi dall'arrivo di Zoe Buckingham, ex fidanzata di Alexander. Si scopre così che il ragazzo, in realtà, ha lasciato Londra ed è venuto a Los Angeles per scappare da Zoe, diventata ossessiva dopo essere stata lasciata.
Alexander si trova così coinvolto in un triangolo amoroso con Emma e Zoe e alla fine il ragazzo capisce di amare ancora Zoe e così Emma decide di farsi da parte per permettere ai due ragazzi di tornare insieme.

### Fuller
- Quinn Fuller

Quinn Fuller entra in scena come proprietaria di un negozio di gioielli. Si scoprirà che da giovane ha avuto una relazione con Bill Spencer jr. e rimase incinta, lo Spencer le diede dei soldi per abortire, ma lei non lo fece e usò il denaro per aprire la sua attività. Cercherà in tutti i modi di far sposare suo figlio con Hope, arrivando addirittura a tentare di uccidere Liam, con una spada creata da lei stessa, il piano però verrà sventato grazie all'aiuto di Deacon e avverte Wyatt, la donna ormai in crisi scappa, e per un periodo non si dirà che era in cura. In realtà la donna non abbandona del tutto i piani per far stare insieme il figlio con Hope, e mentre erano tutti a Parigi per un servizio fotografico, getta nella Senna Ivy, sapendo che Liam l'avrebbe salvata, così da ritardare il suo arrivo da Hope alla Torre. Hope delusa e amareggiata se ne va via con Wyatt e si sposeranno a Montecarlo. Il piano per ora funziona. 
Con l'uscita di scena di Hope, Wyatt si interessa di Steffy, la madre ancora una volta si mette in mezzo. Fuori dalla Forrester, Liam sviene e lei lo rapisce e gli fa credere di essere marito e moglie, portandolo a Topanga. Deacon scopre la verità e la donna, per la paura che lo sveli a tutti, lo butta giù per la scogliera. Dopo poco Wyatt per curiosità di sapere con chi sua madre si frequenti scopre che è Liam e lo porta via, chiudendo la madre in un armadio. Ma quando torna per parlare non c'è più, Deacon non era morto e gli dà ospitalità a casa sua. Tutti la cercano e la odiano per questo. Dopo poco inizia una relazione con Eric, nessuno sa perché, come e quando. Il tutto viene tenuto nascosto fino a che Steffy non li scopre baciarsi a Montecarlo. La ragazza schiafeggia Quinn, la famiglia prende le distanze e cerca in tutti i modi di dividerli. Qui Eric sta male e una volta ripreso sposa Quinn senza invitati, in quanto tutti la odiano e ne hanno paura. Ridge per cercare di separare la coppia cerca di sedurre Quinn, il piano sembra funzionare ma vengono scoperti da Brooke. Sheila tornata in città scopre la tresca e cerca di riconquistare Eric dicendogli la verità, ma non riesce a separare la coppia.
In città torna una vecchia amica di Quinn, Shauna Fulton, e le due cercheranno di dividere Brooke da Ridge, dopo che Brooke ha baciato Bill, e Quinn fa vedere a tutti il video. Dopo essersi separata da Eric e aver intrapreso una relazione con Carter Walton, la donna lascia la città.

### Fulton
- Shauna Fulton

Madre di Flo, avuta da una relazione con Storm Logan.

### Altri personaggi usciti di scena
Ron Deacon (1987) (ep. 100-157): Entra in scena durante un pranzo alla Cantine De Oro tra Brooke e Caroline, pensando subito a come conquistare la giovane Spencer. Tornato nel locale la sera stessa, incontra nuovamente Caroline, ma questa volta da sola e, con una scusa, incomincia a parlare con la ragazza, mentre continua ad immaginare nella sua testa come conquistarla. Per sdebitarsi dell’incidente, decide di offrire un drink alla ragazza e, successivamente, utilizzando come scusa un detto della madre di non far andare le ragazze da sole la notte, si offre di accompagnarla a casa; in un primo momento Caroline è riluttante, ma decide di farsi accompagnare. Arrivati a casa, Ron insiste nel scortarla fino all’appartamento e, una volta dentro, fa per andarsene. In realtà con il piede impedisce a Caroline di chiudere la porta, mostrando così le sue vere intenzioni, stuprandola. Successivamente, grazie alla testimonianza di Caroline, viene identificato tramite un identikit e arrestato. Dopo un lungo processo, viene condannato alla prigione.
- Rocco Carner (1987-1989, 2009), interpretato da Bryan Genesse e doppiato da Gianluca Tusco. Ebbe da ragazzo una relazione con Katie Logan Spencer, che però finì a causa del suo coinvolgimento sentimentale con la sorella di Katie, Donna Logan Forrester. Una sera, nel parcheggio del Cafè Russe, sventò una rapina ai danni di Ridge Forrester e Caroline Spencer Forrester. Per sdebitarsi quindi Ridge lo fa assumere nella sezione Spedizioni della Forrester Creations. Nel 1989 viene trasferito alla Forrester International di Parigi, e soltanto nel 2009 ritorna a lavorare alla Forrester di Los Angeles, diventando insieme a Jake coordinatore tecnico delle sfilate della società.
- Alex Simpson (1987), interpretata da Carla Herd Sands e da Rosemarie Thomas, doppiata da Claudia Balboni e poi da Rita Baldini.
- Antonio Sabàto Jr. - Dante Damiano (doppiato da Riccardo Niseem Onorato); di origini italiane, dopo un breve flirt con Brooke ha sposato Felicia, dalla quale ha avuto un figlio, Dino, ma il loro matrimonio naufragò poco tempo dopo. Ebbe anche una breve relazione con Bridget. Il personaggio è uscito di scena bruscamente perché poco amato dal pubblico.
- Dax Griffin - Shane McGrath (deceduto)
- Michelle Davison - Ruthanne Owens
- Eileen Davidson - Ashley Abbott (doppiata da Franca D'Amato); storico personaggio di Febbre d'amore passato per alcuni anni a Beautiful. Fu assunta da Eric alla Forrester Originals (l'azienda che i Forrester fondarono quando Nick Marone soffiò loro la Forrester Creations) per realizzare un profumo; a Los Angeles sarà protagonista di una love story con Rick Forrester, poi con Ridge e infine con Storm. Dopo queste deludenti storie ed una volta concluso il suo lavoro con la Forrester tornerà a vivere a Genoa City.
- Lauren Fenmore (1992-1993, 1995-1999, 2002, 2004, 2007, 2022), interpretata da Tracey E. Bregman e doppiata da Melina Martello ed in seguito da Cristina Boraschi. Altro personaggio storico di Febbre d'amore poi passato a Beautiful. Sarà lei a far scoprire ai Forrester il passato criminale di Sheila facendo in modo di farla lasciare da Eric e arrivando ad essere quasi uccisa dalla donna. In seguito, dopo un breve flirt con Ridge si innamorerà del padre Eric con cui inizierà un lungo flirt combattendo per molto tempo contro Stephanie.
- Sugar (2003), interpretata da Robin Mattson, doppiata da Eleonora De Angelis.
- Graham Darros (2010), interpretato da Justin Baldoni, doppiato da Andrea Mete.
- Pierre Jourdan (1990-1992), interpretato da Robert Clary, doppiato da Oreste Lionello.
- Charlie Baker (2007-2010, 2012), interpretato da Mykel Shannon Jenkins, doppiato da Luca Lionello.
- Beverly (2011), interpretata da Gina Rodriguez, doppiata da Valeria Vidali.
- Bradley Baker (1997-2022), interpretato da Dan Martin, doppiato da Angelo Nicotra e in precedenza da Piero Tiberi.
- Ziggy Deadmarsh (2002), interpretato da Matt Borlenghi, doppiato da Nanni Baldini.
- Adam Huss - Lance (deceduto)
- Anthony Addabbo - Tony "Rush" Carrera (deceduto) / Johnny Carrera
- Brett Stimely - Jay Garvin
- Charles Grant - Grant Chambers (deceduto); marito di Brooke prima e di Macy dopo. Deceduto poco dopo il matrimonio con quest'ultima a causa di un cancro.
- Dr. Ramon Montgomery (2011, 2012), interpretato da A Martinez, doppiato da Mario Cordova.
- Charlton Heston - Charlton Heston
- Dan Martin - Bradley Baker
- Dylan Neil - Dylan Shaw
- Eddie Matos - Charlie Espanada
- Frank Gorshin - George
- Gladys Jimenez - Carmen Arena (deceduta)
- Greg Wrangler - Ron Deacon
- Jeff Van Atta - Ash
- John Castellanos - Jeff Talon
- Joseph Campanella - Jonathan Young
- Kabir Bedi - Principe Omar Rashid (1994). Il principe salva Taylor due volte. La prima volta lei aveva un'amnesia e, non ricordando di essere sposata con Ridge, sposa il principe. Il matrimonio non è valido.
- Karim Prince - Raymond
- Kin Shriner - Brian Carey
- Luigi Amodeo - Lorenzo Barelli
- Maeve Quinlan - Megan Conley. Storica segretaria amica di Brooke.
- Matt Borlenghi - Ziggy (deceduto)
- Michael Fox - Saul Feinberg (deceduto). Sarto della Spectra ed amico di Sally.
- Michael Sabatino - Anthony Armando
- Monika Schnarre - Ivana Richards Vanderveld (deceduta)
- Paul Satterfield - Pierce Peterson
- Paulo Benedeti - Antonio "Tony" Dominguez. Marito di Kristen, con cui ha adottato Zende.
- Peter Brown - Blake Hayes. Primo marito di Taylor.
- Tonya Kinzinger - Yvette St. Julienne
- Rod Loomis - Adam Banks
- Sarah Buxton - Morgan DeWitt (doppiata da Cristiana Lionello); ebbe una relazione con Ridge quand'era adolescente; aspettava un figlio da lui ma Stephanie la convinse ad abortire. Il trauma dell'aborto lascerà uno shock indelebile nella vita di Morgan, tanto che poco tempo dopo l'accaduto i due si lasciarono. Entra in scena come stilista, chiamata da Brooke Logan per mettere zizzania nel matrimonio tra Ridge e Taylor. Anche Clarke e Giovanni rimangono sensibili al suo fascino, ma lei ha sempre in testa Ridge. Riesce a diventare amica di Taylor e progetta di avere un figlio attraverso l'inseminazione artificiale; tuttavia con l'inganno riesce a farsi mettere incinta da Ridge. Durante la gravidanza deve affrontare l'ira di Ridge e di Stephanie, che addirittura tenta di provocarle un aborto tramite l'assunzione orale di un farmaco procuratole da Bill Spencer Sr. Successivamente si confida con Clarke, rivelandogli che aspetta un figlio da Ridge. Clarke però minaccia di rivelare tutto a Taylor, così Morgan per vendicarsi libera un pitone che lo strangola e lo riduce in fin di vita. Anche in ospedale Morgan minaccia Clarke. Ridge decide di dire la verità a Taylor, che ne rimane devastata. Poi perde il bambino e, impazzita, rapisce la piccola Steffy, che viene salvata.
- Scott Thompson Baker - Connor Davis
- Shanelle Workman - Gabriela "Gaby" Moreno. Figlia della governante di casa Forrester. Sposa un giovanissimo Thomas per ottenere il permesso di soggiorno, ma viene denunciata da Taylor, che non vedeva di buon occhio quest'unione.
- Usher - Raymond; cantante, ballerino ed anche vecchio amante di Amber, presunto padre di Eric Forrester III.
- Vanessa Minnillo - Amanda Wexler
- Victor Alfieri - Giovanni Lorenzano
- Gina Rodriguez - Beverly; ragazza povera e cresciuta in orfanotrofio, arrivata alla Forrester nel 2011 sotto raccomandazione di Dayazee. Stephanie visiterà anche la casa d'accoglienza dove la ragazza è cresciuta. Beverly, in seguito, quando i bozzetti della Forrester saranno rubati dalla Jackie M., verrà accusata inizialmente del furto dalla famiglia, ma riassunta una volta appresa la sua innocenza. Dopo aver avuto un breve flirt con Rick, la ragazza partirà per New York.
- Julie DeLorean (1990-1992), interpretata da Jane A. Rogers, doppiata da Mavi Felli.
- Jarrett Maxwell (2004-2018), interpretato da Andrew Collins, doppiato da Sergio Lucchetti e in precedenza da Marzio Margine. Famoso giornalista di Eye on fashion.
- Dott.ssa Caspary (2005-2013, 2017), interpretata da Jacqueline Hahn, doppiata da Paola Giannetti e in precedenza da Silvia Tortarolo.
- Madison Lee (2007-2014), interpretata da Stephanie Wang, doppiata da Rachele Paolelli e in precedenza da Ilaria Stagni.
- Alison Montgomery (2011-2018), interpretata da Teodora di Grecia, doppiata da Michela Alborghetti. Segretaria della Spencer pubblication.
- Othello (2011-2014, 2018), interpretato da Othello Clark, doppiato da Raffaele Proietti.
- Rafael (2013), interpretato da Andres Zuno, doppiato da Daniele Giuliani.
- Ricardo Montemayor (2013-2014), interpretato da Victor Rivers, doppiato da Roberto Draghetti. Creatore di gioielli e proprietario del Diama te Hope. Muore in circostanze misteriose.
- Eva (2014, 2016, 2017, 2020, 2021), interpretata da Kelly Kruger.
- Lars (2014), interpretato da Ferry Doedens.
- Zach (2014-2015), interpretato da Zach Rance.
- Nick (2015), interpretato da Scott Turner Schofield, doppiato da Luigi Morville.
- Charlotte (2015, 2017), interpretata da Camelia Somers.
- Emmy (2016, 2018), interpretata da Sheryl Underwood, doppiata da Emanuela Baroni.
- Mateo (2017), interpretato da Francisco San Martin, doppiato da Jacopo Cinque.
- Ken (2017, 2018), interpretato da Danny Woodburn, doppiato da Giuliano Santi.
- Simon (2017, 2018, 2019), interpretato da Achille Andrea di Grecia.
- Dott.ssa Philips (2018), interpretata da Robin Givens, doppiata da Valeria Vidali.
- Danny (2018, 2019), interpretato da Keith Carlos, doppiato da Edoardo Verde.
- Craig McMullen (2018), interpretato da Joe Lando, doppiato da Francesco Prando.
- Amelia (2018, 2019, 2020), interpretata da Nicola Posener, doppiata da Mattea Serpelloni.
- Tiffany (2018, 2019), interpretata da Maile Brady, doppiata da Beatrice Maruffa.
- Vincent Walker (2019-2021), interpretato da Joe LoCicero, doppiato da Matteo Bartoli.
- Dr. Jordan Armstrong (2019), interpretato da Vincent Irizarry, doppiato da Davide Marzi.
- Dott.ssa Penny Escobar (2020), interpretata da Monica Ruiz, doppiata da Annalisa Usai.
- Saul Feinberg Jr. (2017-2018), interpretato da Alex Wyse, doppiato da Mirko Cannella. Nipote di Saul, ha una cotta per Sally Jr..
- Darlita (2017-2018), interpretata da Danube Hermosillo, doppiata da Veronica Puccio È la segretaria di Sally Jr..